# Magyar bárói családok listája
Magyar bárói családok listája A-tól Z-ig.

## A, Á
- Abbiate – (Abbiate Rókus Lipót, milánói helytartó; III. Károly magyar királytól magyar bárói címet nyert, 1726. december 23.)[1]
- Achilles (zaubersheimi) – (Achilles Lajos báró; I. Lipót magyar királytól magyar indigenátust nyert, 1716. január 9.)[2]
- Adamovich (csepini) – (Adamovich Iván Albrecht, Verőce vármegye és Eszék város főispánja; I. Ferenc József magyar királytól magyar bárói címet nyert, 1913. október 20.)[3]
- Agorth – (Agorth Ferenc Almerik báró; I. Lipót magyar királytól magyar indigenátust nyert, 1686. november 17.)[4]
- Alaghy (bekenyi) – (Alaghy Ferenc; Rudolf magyar királytól magyar bárói címet nyert, 1607. május 3.)[5]
- Almerigo (aggorti) – (Almerigo Ferenc; I. Lipót magyar királytól magyar bárói címet nyert, 1686. november 27.)[6]
- Althann (goldburgi és mürstetteni) – (Althan Kristóf, az Udvari Kamara elnöke, királyi tanácsos, fivére Althan Leusták, Althan Wolfgang Wilhelm; Rudolf magyar királytól magyar indigenátust nyert, 1578. szeptember 8.)[7]
- Alvinczi (borbereki) – (Alvinczi József; Mária Terézia magyar királynőtől magyar bárói címet nyert, 1763. június 23.)[8]
- Ambrózy (sédeni) – (Ambrózy Lajos kamarás, Temes vármegye alispánja; V. Ferdinánd magyar királytól magyar bárói címet nyert, 1838. április 27.)[9]
- Andrássy család (csíkszentkirályi és krasznahorkai) – (Andrássy Miklós, Gömör vármegye adminisztrátora; I. Lipót magyar királytól magyar bárói címet nyert, 1676. február 15.)[10]
- Andrássy (siklói) – (Andrássy János, a Katonai Mária Terézia-rend lovagja, őrnagy; I. Ferenc magyar királytól, 1811. április 26.)[11]
- Andreánszky (liptószentandrási) – (Andreánszky István és Andreánszky Gábor; I. Ferenc magyar királytól magyar bárói címet nyert, 1875. október 5.)[12]
- Andrényi (gyoroki) – (Andrényi Károly, aradi nagykereskedő; I. Ferenc magyar királytól magyar bárói címet nyert, 1910. április 23.)[13]
- Androcha (androsi és szupnicai) – (Androcha János Mihály, fiumei királyi tanácsos, vinodoli kapitány; I. Lipót magyar királytól magyar bárói címet nyert, 1687.december 8.)[14]
- Antalffy (csíkszentmártoni) – (Antalffy János, erdélyi püspök; III. Károly magyar királytól magyar bárói címet nyert, 1724. október 27.)[15]
- Apfaltrern (apfaltrerni) – (Apfaltrern György és Henrik; Mária Terézia magyar királynőtől magyar bárói címet nyert, 1762. január 20.)[16]
- Apor család (altorjai) – (Apor István; I. Lipót magyar királytól magyar bárói címet nyert, 1693.május 1.)[17]
- Apponyi (nagyapponyi) – (Apponyi Balázs; II. Ferdinánd magyar királytól magyar bárói címet nyert, 1624. november 12.)[18]
- Arz (straussenburgi) – (Arz Artúr, gyalogsági tábornok, vezérkari főnök; IV. Károly magyar királytól magyar bárói címet nyert, 1917. április 19.)[19]
- Atzél (borosjenői) – (Atzél Lajos; I. Ferenc magyar királytól magyar bárói címet nyert, 1875. október 5.)[12]
- Augusz (magurai) – (Augusz Antal; I. Ferenc magyar királytól magyar bárói címet nyert, 1875. október 5.)[12]

## B
- Babocsay (babocsai) – (Babocsay Pál, tábornokok; I. Ferenc József magyar királytól magyar bárói címet nyert, 1720. szeptember 12.)[20]
- Baich (varadiai) – (Baich Milos, országgyűlési képviselő, Baich Milán, tartalékos honvéd huszárhadnagy, Baich Iván földbirtokos; I. Ferenc József magyar királytól magyar bárói címet nyert, 1891. december 10.)[21]
- Bakách (szentgyörgyvölgyi)
- Bakách-Bessenyey (szentgyörgyvölgyi és galántai) – (Bakách-Bessenyey Ferenc, nyugalmazott vezérőrnagy; I. Ferenc József magyar királytól, 1901. január 3.)[22]
- Bakonyi – (Bakonyi Imre; I. Ferenc magyar királytól magyar bárói címet nyert, 1812. április 11.)[23]
- Balás (lissai) – (Balás György, nyugállományú táborszernagy; IV. Károly magyar királytól magyar bárói címet nyert, 1917. október 28.)[24]
- Balás (gyergyószentmiklósi) – (Balás Manó, nyugalmazott altábornagy; IV. Károly magyar királytól magyar bárói címet nyert, 1918. augusztus 22.)[25]
- Balassa (gyarmati és kékkői) – (Balassa Pál; I. Lipót magyar királytól magyar bárói címet nyert, 1664. december 19.)[26] (Balassa Ferenc; Mária Terézia magyar királynőtől, 1772. október 16.)	[27]
- Balogh (nebojszai) – (Balogh István, aranysarkantyús vitéz, tatai kapitány; II. Ferdinánd magyar királytól magyar bárói címet nyert, 1633. január 12.)[28]
- Bánffy (alsólendvai) – (Bánffy Kristóf, Zala vármegye főispánja, pohárnokmester, kamarás, királyi tanácsos, tárnokmester; II. Ferdinánd magyar királytól magyar bárói címet nyert, 1625. október 10.)[29]
- Bánffy (losonci)
- Bánhidy (simándi) – (Bánhidy Sándor kamarás, simándi földbirtokos; I. Ferenc József magyar királytól magyar bárói címet nyert, 1876. június 30.)[30]
- Barco – (Barco Ede, honvédszázados; I. Ferenc József magyar királytól magyar bárói címet nyert, 1903. június 25.)[31]
- Barcsay (nagybarcsai) – (Barcsay János; Mária Terézia magyar királynőtől magyar bárói címet nyert, 1742. március 17.)[32]
- Barkóczy (szalai és tavarnai) – (Barkóczy László; II. Ferdinánd magyar királytól magyar bárói címet nyert, 1631. május 18.)[33] (Barkóczy Zsigmond, Királyi Tábla esküdtje, Zemplén vármegye alispánja; III. Károly magyar királytól, 1722. január 23.)[34]
- Batthyány (németújvári) (Batthyány Ferenc, aranysarkantyús vitéz, Zrínyi György árváinak vagyonkezelője; II. Ferdinánd magyar királytól magyar bárói címet nyert, 1628. február 21.)[35]
- Bazendorff (pfinzeggi és ehrenschildi) – (Bazendorff János Jakab; I. Lipót magyar királytól magyar bárói címet nyert, 1681. július 17.)[36]
- Bedekovich (komori) – (Bedekovich Ferenc, a Magyar Királyi Szent István-rend lovagja, aranysarkantyús vitéz, Békés vármegye főispánja, kamarás; I. Ferenc magyar királytól magyar bárói címet nyert, 1822. december 6.)[37]
- Bémer (bezdédi és kisbákai) – (Bémer Antal báró; I. Ferenc magyar királytól magyar indigenátust nyert, 1809. április 14.)[38]
- Benkó (bojniki) – (Benkó Gáspár; I. Ferenc magyar királytól magyar bárói címet nyert, 1805)[39]
- Benz (albkroni) – (Benz Ottó, vezérkari testületi alezredes; I. Ferenc József magyar királytól magyar bárói címet nyert, 1915. április 16.)[40]
- Berger (pleyseei) – (Berger János, generális főstrázsamester, a Mária Terézia-rend lovagja; I. Ferenc magyar királytól magyar bárói címet nyert, 1826. szeptember 1.)[41]
- Berlendis (perlenbachi) – (Berlendis Lőrinc Ferenc, az alsó-ausztriai kamara tanácsosa; III. Károly magyar királytól magyar bárói címet nyert, 1718. július 9.)[42]
- Berzeviczy (berzevicei és kakaslomnici) – (Berzeviczy Ferenc; Mária Terézia magyar királynőtől magyar bárói címet nyert, 1775. január 20.)[43]
- Bésán (dunaszekcsői) – (Besán János, Bésán Antal, Bésán Károly; I. Ferenc magyar királytól magyar bárói címet nyert, 1826. július 7.)[44]
- Bethlen (betleni) – (Bethlen Sámuel; I. Lipót magyar királytól magyar bárói címet nyert, 1693. március 1.)[45]
- Bibra (gleicherwieseni) – (Bibra Károly; V. Ferdinánd magyar királytól magyar indigenátust nyert, 1836)[46]
- Biedermann (turonyi) – (Biedermann Rudolf, lovag, szentgáti földbirtokos; I. Ferenc József magyar királytól magyar bárói címet nyert, 1902. május 18.)[47]
- Bihari (felhévízi) – (Bihary Ferenc; I. Lipót magyar királytól magyar bárói címet nyert, 1666. január 9.)[48]
- Bittner (bitterthali) – (Bittner Károly; V. Ferdinánd magyar királytól magyar indigenátust nyert, 1836. július 22.)[49]
- Blagoevich – (Blagoevich Imre, a Mária Terézia-rend lovagja, orosz és bajor rendjelek birtokosa; I. Ferenc magyar királytól magyar bárói címet nyert, 1820. július 14.)[50]
- Blomberg – (Blomberg Lajos, nyugalmazott százados; I. Ferenc József magyar királytól magyar bárói címet nyert, 1902. november 4.)[51]
- Bocskai (bocskai és kismarjai) – (Bocskai István; III. Ferdinánd magyar királytól magyar bárói címet nyert, 1638. március 17.)[52]
- Boemelburg – (Boemelburg József, nyugalmazott lovassági százados; I. Ferenc József magyar királytól magyar bárói címet nyert, 1908. november 12.)[53]
- Boeriu (polichnai) – (Boeriu János, vezérőrnagy, a Mária Terézia-rend lovagja; I. Ferenc József magyar királytól magyar bárói címet nyert, 1918. szeptember 16.)[54]
- Bogát (kostanjevaci és panosi) – (Bogát István, gyalogsági tábornok; I. Ferenc József magyar királytól magyar bárói címet nyert, 1918. október 17.)[55]
- Bohus (világosi) – (Bohus Zsigmond, és fivérei Bohus István és Bohus László; I. Ferenc József magyar királytól, 1895. június 25.)[56]
- Bornemisza (kászon-impérfalvi)
- Bornemisza (szendrői) – (Bornemissza János, felső-magyarországi főkapitány-helyettes; III. Ferdinánd magyar királytól magyar bárói címet nyert, 1649. december 10.)[57]
- Bors (csíkszentkirályi) – (Bors Frigyes; I. Ferenc magyar királytól magyar bárói címet nyert, 1832. május 19.)[58]
- Bosnyák (magyarbéli) – (Bosnyák Tamás, füleki kapitány; II. Mátyás magyar királytól magyar bárói címet nyert, 1609. december 10.)[59]
- Bossányi (nagybossányi és nagyugróci) – (Bossányi Mihály; III. Ferdinánd magyar királytól magyar bárói címet nyert, 1649)[60]
- Bottlik (apáti-kéri) – (Bottlik István, a Földművelésügyi Minisztérium államtitkára; IV. Károly magyar királytól magyar bárói címet nyert, 1917. október 5.)[61]
- Bruckenthal – (Bruckenthal Mihály, Erdélyi Gubernium tanácsosa, szebeni szász királybíró, Háromszék, Udvarhelyszék adminisztrátora, fogarasi kerület királyi biztosa, Bruckenthal Károly, Erdélyi Gubernium fogalmazója, Bruckenthal Márton, az Anspach-ezred tisztje; II. Lipót magyar királytól magyar bárói címet nyert, 1790. november 18.)[62]
- Brudern – (Brudern József, alezredes; Mária Terézia magyar királynőtől magyar bárói címet nyert, 1770. február 11.)[63]
- Brunicki – (Brunicki Leon, Antal, Konstantin Ignác, galiciai birtokosok; I. Ferenc József magyar királytól magyar bárói címet nyert, 1852. december 10.)[64]
- Burián – (Burián István, rendkívüli követ, nyugalmazott miniszter; I. Ferenc József magyar királytól magyar bárói címet nyert, 1900. március 5.)[65]
- Buttler (párdányi) – (Buttler János báró; I. Lipót magyar királytól magyar indigenátust nyert, 1696. május 7.)[66]

## C, Cs
- Caballini (ehrenburgi) – (Caballini Vince kincstartó, az Aranygyapjas rend heroldja, Alsó-Ausztria tartomány tanácsosa, jogi doktor; V. Ferdinánd magyar királytól magyar bárói címet nyert, 1840. január 16.)[67]
- Capolli (kvalkovitzi) – (Capolli-Kvalkovitz Keresztély, aranysarkantyús vitéz; I. Lipót magyar királytól magyar bárói címet nyert, 1685. március 6.)[68]
- Castello (villa-novai) – (Castello de Villanova Giuseppe, milánói polgár; I. Lipót magyar királytól magyar bárói címet nyert, 1682. október 19.)[69]
- Chaos – (Chaos János báró; I. Lipót magyar királytól magyar indigenátust nyert, 1662. (55. t.-cz.)[70]
- Collenbach – (Collenbach Gábor báró; I. Ferenc magyar királytól magyar indigenátust nyert, 1817. augusztus 1.)[71]
- Conti – (Conti Antal báró; III. Károly magyar királytól magyar indigenátust nyert, 1715. (135 t.-cz.)[72]
- Cziráky (ciráki és dénesfalvai) – (Cziráky Mózes; II. Ferdinánd magyar királytól magyar bárói címet nyert, 1620. április 5.)[73]
- Conrad-Hauer – (Conrad-Hauer Arnold, százados; I. Ferenc József magyar királytól magyar bárói címet nyert, 1914. március 25.)[74]
- Cottman – (Cottman Antal, a Magyar Kamara tanácsosa, a sóügy magyarországi igazgatója, a Szent István-rend lovagja; Mária Terézia magyar királynőtől magyar bárói címet nyert, 1765. október 8.)[75]
- Cörver – (Cörver Donát Ferenc, őrnagy; III. Károly magyar királytól magyar bárói címet nyert, 1714. április 24.)[76]
- Cumin – (Cumin Artúr tartalékos hadnagy; IV. Károly magyar királytól magyar bárói címet nyert, 1917. augusztus 17.)[77]
- Cuvaj (ivanskai) – (Cuvaj Ede, horvát-szlavón-dalmát bán, királyi biztos; I. Ferenc József magyar királytól magyar bárói címet nyert, 1913. július 21.)[78]
- Csávossy (csávosi és bobdai) – (Csávossy Gyula, nagybirtokos; I. Ferenc József magyar királytól magyar bárói címet nyert, 1904. november 18.)[79]
- Csepeli (csepeli Weisz) – (Weisz de Csepel Manfréd, gyáros; IV. Károly magyar királytól magyar bárói címet nyert, 1918. szeptember 16.)[55]
- Csűry (freisingi)  – (Csűry Csaba, teológus, egyházdiplomata; Valentin von Scheyern bajor hercegtől bajor bárói címet nyert, 2025)
- Czekelius (rosenfeldi) – (Rosenfeld András, udv. tanácsos; I. Ferenc magyar királytól magyar bárói címet nyert, 1794. november 6.)[80]
- Czobor (coborszentmihályi) – (Czobor Pál; Rudolf magyar királytól magyar bárói címet nyert, 1588)[81]

## D
- Daniel (vargyasi) – (Daniel István és neje gróf Pekry Polixénia; III. Károly magyar királytól magyar bárói címet nyert, 1737. december 5.)[82] (Daniel Lőrinc; Mária Terézia magyar királynőtől magyar bárói címet nyert, 1751. február 14.)[83] (Dániel Gábor, nyugalmazott főispán, az unitárius egyház tiszteletbeli főgondnoka; I. Ferenc József magyar királytól magyar bárói címet nyert, 1912. június 8.)[84]
- Dániel (szamosúvárnémeti) – (Dániel Ernő, magyar kereskedelmi miniszter; I. Ferenc József magyar királytól magyar bárói címet nyert, 1896. november 5.)[85]
- Dávid (túrócszentpéteri és isztebnyei) – (Dávid Károly királyi tanácsos, Dávid György; Mária Terézia magyar királynőtől magyar bárói címet nyert, 1772. december 2.)[86]
- Davidovics – (Davidovics Pál, Mária Terézia-rend lovagja, főstrázsamester; II. Lipót magyar királytól magyar bárói címet nyert, 1791. július 25.)[87]
- Dercsényi (dercsényi) – (Dercsényi Pál, a bécsi gazdaságtudományi társaság és más tudós társaságok tagja, és fivére Dercsényi János, az Udvari Kamara előadója, a bécsi gazdaságtudományi társaság és más tudós társaságok tagja; V. Ferdinánd magyar királytól magyar bárói címet nyert, 1839. március 21.)[88]
- Dersffy (szerdahelyi) – (Dersffy István; I. Ferdinánd magyar királytól magyar bárói címet nyert, 1564)[89]
- Dessewffy (cserneki) – (Dessewffy Henrik, a modenai hercegről elnevezett vértesek alezredese; Mária Terézia magyar királynőtől magyar bárói címet nyert, 1763. szeptember 20.)[90] (Dessewffy Sámuel, Sáros vármegye főispánja , fivére Dessweffy Ádám, a Nádasdy-ezred alezredese; Mária Terézia magyar királynőtől magyar bárói címet nyert, 1775. március 17.)[91]
- Dévay (dévai) – (Dévay Pál altábornagy; I. Ferenc magyar királytól magyar bárói címet nyert, 1800. január 5.)[92]
- Dirsztay (dirsztai) – (Dirsztay Béla; I. Ferenc József magyar királytól magyar bárói címet nyert, 1910. május 14.)[93]
- Dobó (ruszkai) – (Dobó Domokos; I. Ferdinánd magyar királytól magyar bárói címet nyert, 1564. november 15.)[94]
- Dóczi (nagylucsei) – (Dóczy Miklós, és Dóczy Gábor; I. Ferdinánd magyar királytól magyar bárói címet nyert, 1563)[95]
- Dóczy (németkeresztúri) – (Dóczy Lajos, a Külügyminisztérium osztályfőnöke; I. Ferenc József magyar királytól magyar bárói címet nyert, 1900. május 12.)[96]
- Dőry (jobaházi) – (Dőry Ferenc, Abaúj, Heves, Borsod vármegye táblabírája, országgyűlési követ; Mária Terézia magyar királynőtől magyar bárói címet nyert, 1741. május 16.)[97] (Dőry Gábor; I. Ferenc József magyar királytól magyar bárói címet nyert, 1855. július 4.)[98]
- Drágffy (bélteki) – (Drágffy György és testvére János; II. Ulászló magyar királytól magyar bárói címet nyert, 1507. március 28.)[99]
- Draveczky (draveci) – (Draveczky Gábor alezredes, a Szent István Rend lovagja; Mária Terézia magyar királynőtől magyar bárói címet nyert, 1779. március 12.)[100]
- Droszdik – (Droszdik János Vilmos, a Szent István Rend lovagja, az Udvari Kancellária tanácsosa, előadója; I. Ferenc magyar királytól magyar bárói címet nyert, 1827. március 16.)[101]
- Dujardin (nagyszekeresi) – (Dujardin János Ferenc; I. Lipót magyar királytól magyar indigenátust nyert, 1700. augusztus 19.)[102]
- Duka (kádári) – (Duka Péter, Osztrák Császári Lipót-rend, Mária Terézia-rend lovagja, orosz, porosz, bajor érdemrendek birtokosa, táborszernagy; I. Ferenc magyar királytól magyar bárói címet nyert, 1816. augusztus 16.)[103]
- Du Mont (monteni) – (Du Mont Ignác, temesi posta prefektus; I. Ferenc magyar királytól magyar bárói címet nyert, 1831)[104]

## E, É
- Ebergényi (ebergényi) – (Ebergényi László; I. Lipót magyar királytól magyar bárói címet nyert, 1700. december 5.)[105]
- Edelsheim-Gyulay – (Edelsheim-Gyulay Lipót, lovassági tábornok, budapesti katonai főparancsnok; I. Ferenc József magyar királytól magyar bárói címet nyert, 1882. január 4.)[106]
- Eger – (Eger Frigyes báró; II. Lipót magyar királytól magyar indigenátust nyert, 1798. július 13.)[107]
- Eichhoff – (Eichhoff József báró; V. Ferdinánd magyar királytól magyar indigenátust nyert, 1841. június 24.)[108]
- Eötvös (sárvári) – (Eötvös József, nyugalmazott hétszemélynök; I. Ferenc József magyar királytól magyar bárói címet nyert, 1874. április 27.)[109]
- Eötvös (vásárosnaményi) – (Eötvös Miklós, vezérőrnagy; Mária Terézia magyar királynőtől magyar bárói címet nyert, 1768. február 2.)[110]
- Eperjesy (szászvárosi és tóti) – (Eperjesy Albert, rendkívüli követ, meghatalmazott miniszter; I. Ferenc József magyar királytól magyar bárói címet nyert, 1909. március 2.)[111]
- Esch – (Esch Antal báró; III. Károly magyar királytól magyar indigenátust nyert, 1721. január 30.)[112]
- Esterházy (galántai) – (Esterházy Miklós, Bereg vármegye főispánja, királyi tanácsos, főudvarmester; II. Mátyás magyar királytól magyar bárói címet nyert, 1618. július 2.)[113]

## F
- Falkenstein – (Falkenstein Adalbert báró, csanádi püspök; II. Ferdinánd magyar királytól magyar indigenátust nyert, 1630. november 28.)[114]
- Fánchy (dennai és gordovai) – (Fanchy Pál Ferdinánd; III. Ferdinánd magyar királytól magyar bárói címet nyert, 1656. augusztus 12.)[115]
- Feichtinger (baranyanádasdi és szentgyörgymezői) – (Feichtinger Elek, a boszniai és hercegovinai tartomány pénzügyi osztályának főnöke; I. Ferenc József magyar királytól magyar bárói címet nyert, 1912. június 3.)[116]
- Fejérváry (komlóskeresztesi) – (Fejérváry Géza, honvédelmi minisztériumi államtitkár, honvédezredes; Ferenc József magyar királytól magyar bárói címet nyert, 1875. augusztus 17.)[117]
- Fellner – (Fellner András; I. Ferenc magyar királytól magyar bárói címet nyert, 1808. november 18.)[118]
- Fiáth (örményesi és karánsebesi) – (Fiáth Ferenc, Veszprém vármegye főispánja, Ferenc József magyar királytól magyar bárói címet nyert, 1874. április 30.)[109]
- Fillenbaum – (Fillenbaum Ferenc Bernát; I. Ferenc József magyar királytól magyar bárói címet nyert, 1864. április 22.)[119]
- Fischer (nagyszalatnai) – (Fischer Boldizsár, György, Mihály; I. Lipót magyar királytól magyar bárói címet nyert, 1692. december 16.)[120]
- Fleischmann – (Fleischmann Anzelm báró Adalbert báró; III. Károly magyar királytól magyar indigenátust nyert, 1725. március 22.)[121]
- Flödnigg – (Flödnigg Ede és Flödnigg Adolf bárók; V. Ferdinánd magyar királytól magyar indigenátust nyert, 1840)[122]
- Foky – (Foky Zsigmond, ezredes, a Mária Terézia-rend lovagja; II. Lipót magyar királytól magyar bárói címet nyert, 1796)[123]
- Forray (soborsini) (Forray Ignác; II. József magyar királytól magyar bárói címet nyert, 1789. február 16.)[124]
- Forszter (pusztakéri) – (Forster Gyula, miniszteri tanácsos, a Magyar Tudományos Akadémia igazgató tanácsának tagja; I. Ferenc József magyar királytól magyar bárói címet nyert, 1904. szeptember 6.)[125]
- Földváry (földvári) – (Földváry Lajos; I. Ferenc József magyar királytól magyar bárói címet nyert, 1875. október 5.)[12]
- Frey (schönsteini) – (Frey Ferenc, a Szent István Rend lovagja, a Magyar Kamara nyugalmazott tanácsosa; I. Ferenc magyar királytól magyar bárói címet nyert, 1823. november 7.)[126]
- Fülgen (kuenci) – (Fűlgen Ferenc András, valamint Fülgen János, Fülgen Ernő Keresztély; I. József magyar királytól magyar bárói címet nyert, 1710. április 12.)[127]

## G,Gy
- Gabelkoven – (Gabelkoven Zsigmond, Antal, Ferenc és Lajos bárók; Mária Terézia magyar királynőtől magyar indigenátust nyert, 1778. április 11.)[128]
- Gáll (nagykomáromi és loosdorfi) – (Gall Péter, komáromi kapitányhelyettes; II. Ferdinánd magyar királytól magyar bárói címet nyert, 1625)[129]
- Gans (birkenhoreni) – (Gans Ferenc Menyhért; I. Lipót magyar királytól magyar bárói címet nyert, 1688. október 25.)[130]
- Gaudernák (kisdemeteri) – (Gaudernák József, a magyar darabont testőrség kapitánya; I. Ferenc József magyar királytól magyar bárói címet nyert, 1916. április 25.)[131]
- Gavenda – (Gavenda Máté, a Mária Terézia-end lovagja, külföldi érdemrendek birtokosa, nyugalmazott ezredes; I. Ferenc magyar királytól magyar bárói címet nyert, 1827. november 24.)[132]
- Gelsey (gelsei és beliscsei) (V.Ö.: gelsei és beliscsei Gutmann báró)
- Geramb – (Geramb Teofil, tanácsos, Hont vármegye nemesi felkelő seregének ezredese, és fivére Geramb Károly, nyugalmazott alsó-ausztriai kormánytanácsos, Geramb Ferenc Károly, Geramb Károly, nagybányai gazdasági igazgató, Geramb Teofil nagybányai, selmecbányai fémbányák tulajdonosbérlője; I. Ferenc magyar királytól magyar bárói címet nyert, 1817. január 22.)[133]
- Geringer – (Geringer Gábor, főstrázsamester, Mária Terézia-rend lovagja; I. Ferenc magyar királytól magyar bárói címet nyert, 1808. július 29.)[134]
- Gerliczy (aranyi és szentgerlistyei) – (Gerliczy-Gerlichich, János Felicián, Gerliczy László, György, Imre; Mária Terézia magyar királynőtől magyar bárói címet nyert, 1777. május 23.)[135]
- Gervay (szentmártoni) – (Gervay Sebestyén, a Szent István-rend lovagja, aranysarkantyús vitéz, orosz és bajor rendjelek birtokosa, a minisztertanács jegyzőkönyv vezetője; V. Ferdinánd magyar királytól magyar bárói címet nyert, 1840. november 5.)[136]
- Ghillány (lázi és bernicei) – (Ghillányi György, a Magyar Kamara tanácsosa; I. Lipót magyar királytól magyar bárói címet nyert, 1688. március 4.)[137]
- Glogovác – (Glogovac Gojkomir százados, a Mária Terézia-rend lovagja; IV. Károly magyar királytól magyar bárói címet nyert, 1917. augusztus 17.)[77]
- Gombos (gombosfalvi) – (Gombos Imre, putnoki várnagy, ónodi várnagy; I. József magyar királytól magyar bárói címet nyert, 1708. május 1.)[138]
- Gregoriáncz – (Gregoriancz István, dalmát-horvát-szlavón vicebán; Rudolf magyar királytól magyar bárói címet nyert, 1581. október 11.)A [139]
- Groedel (gyulafalvi és bogdáni) – (Groedel Ármin, Bernát, Albert nagybirtokosok, nagykereskedők; I. Ferenc József magyar királytól magyar bárói címet nyert, 1905. szeptember 11.)[140]
- Gromon (vajszkai és brogyáni) – (Gromon Dezső, nyugalmazott államtitkár; I. Ferenc József magyar királytól magyar bárói címet nyert, 1905. szeptember 3.)[141]
- Grovestins – (Grovestins Ittanod Aladár Eduárd; I. Ferenc József magyar királytól magyar bárói címet nyert, 1873. április 14.)[142]
- Gruber – (Gruber Vilmos tábornok; V. Ferdinánd magyar királytól magyar bárói címet nyert, 1838. február 1.)[143]
- Gudenus – (Gudenus Kristóf; I. József magyar királytól magyar indigenátust nyert, 1703. december 5.)[144]
- Gutmann (gelsei és beliscsei) – (Gutmann Vilmos, nagybirtokos; I. Ferenc József magyar királytól magyar bárói címet nyert, 1904. szeptember 16.)[145]
- Gvozdanovich – (Gvozdanovich Antal, Vitus; Mária Terézia magyar királynőtől magyar bárói címet nyert, 1779. augusztus 21.)[146]
- Győrffy (losádi) – (Győrffy Sámuel és Benjámin; Mária Terézia magyar királynőtől magyar bárói címet nyert, 1755. augusztus 26.)[147]
- Gyulay – (Gyulay Ferenc, királyi tanácsos, Komárom vármegye alispánja; III. Károly magyar királytól magyar bárói címet nyert, 1732. május 12.)[148]

## H
- Haindl – (Haindl János, osztrák örökös tartományok sóhivatalainak előljárója; I. Lipót magyar királytól magyar bárói címet nyert, 1665. augusztus 20.)[149]
- Hammer (nemesbányai) – (Hammer Antal; I. Ferenc József magyar királytól osztrák bárói címet, 1870. március 21.)[150]
- Hámos (pelsüci) – (Hámos László, nyugalmazott Gömör-Kishont vármegye főispánja; I. Ferenc József magyar királytól magyar bárói címet nyert, 1910. november 24.)[151]
- Hanseus (hirschbergi) – (Hanseus Fülöp báró; I. Lipót magyar királytól magyar indigenátust nyert, 1692. január 23.)[152]
- Hardt-Stummer (tavarnoki) – (Hardt-Stummer Albert; I. Ferenc József magyar királytól magyar bárói címet nyert, 1888. április 7.)[153]
- Harkányi (taktaharkányi) – (Harkányi Frigyes és Harkányi Károly; I. Ferenc József magyar királytól magyar bárói címet nyert, 1895. október 24.)[154]
- Harruckern– (Harruckern János György, az Udvari Kamara tanácsos; III. Károly magyar királytól magyar bárói címet nyert, 1729. február 10.)[155]
- Hartman (ayweswalti)– (Hartman Pál báró; III. Ferdinánd magyar királytól magyar indigenátust nyert, 1655. augusztus 10.)[156]
- Hatvany-Deutsch (hatvani)– (Hatvany-Deutsch Sándor, József, Károly, Béla; I. Ferenc József magyar királytól magyar bárói címet nyert, 1908. október 23.)[157]
- Hauer – (Hauer Lipót, altábornagy, honvéd lovassági felügyelő; I. Ferenc József magyar királytól magyar bárói címet nyert, 1912. április 1.)[158]
- Haupt(-Stummer) (buchenrodei és tavarnoki) – (Haupt-Stummer Lipót Jenő; I. Ferenc József magyar királytól magyar bárói címet nyert, 1888. április 7.)[159]
- Hazai – (Hazai Samu altábornagy, honvédelmi miniszter; I. Ferenc József magyar királytól magyar bárói címet nyert, 1912. szeptember 9.)[160]
- Hedly (hedlfalvi)– (Hedly Mátyás, királyi tanácsos; I. Lipót magyar királytól magyar bárói címet nyert, 1664. március 26.)[161]
- Heim – (Heim Géza százados, a Mária Terézia-rend lovagja; IV. Károly magyar királytól magyar bárói címet nyert, 1917. augusztus 17.)[77]
- Hellenbach (pacolai) – (Hellenbach János Gottfried orvos; I. Lipót magyar királytól magyar bárói címet nyert, 1686. január 26.)[162]
- Hengelmüller (hengervári) – (Hengelmüller László, nagykövet; I. Ferenc József magyar királytól magyar bárói címet nyert, 1906. december 13.)[163]
- Henter (sepsiszentiványi)– (Henter Dávid itélőmester; Mária Terézia magyar királynőtől magyar bárói címet nyert, 1744. november 13.)[164]
- Herczel (pusztapéteri)– (Herczel Manó, egyetemi tanár, a budapesti Szent Rókus Kórház főorvosa; I. Ferenc József magyar királytól magyar bárói címet nyert, 1912. július 15.)[165]
- Herczog (csetei) – (Herzog Péter, budapesti nagyiparos, nagykereskedő, földbirtokos; I. Ferenc József magyar királytól magyar bárói címet nyert, 1904. január 2.)[166]
- Hochepied – (Hochepied Dániel-Sándor, szmirnai prokonzul, belga rendek konzul ordinariusa; Mária Terézia magyar királynőtől magyar bárói címet nyert, 1741. március 12.)[167]
- Hoenning-O'Carroll – (Hoenning-O'Caroll Ottó, követségi tanácsos, valamint Hoenning-O'Caroll János nyugalmazott őrnagy; I. Ferenc József magyar királytól magyar bárói címet nyert, 1911. április 13.)[168]
- Holló (krompachi) – (Holló Zsigmond, szepesi kamarai tanár; I. Lipót magyar királytól magyar bárói címet nyert, 1692. augusztus 20.)[169]
- Hompesch (bollheimi) – (Hompesch Károly báró; II. József magyar királytól magyar indigenátust nyert, 1786. november 30.)[170]
- Horeczky (horeci és koricsányi)– (Horeczky Gábor báró; III. Ferdinánd magyar királytól magyar indigenátust nyert, 1638. március 26.)[171]
- Horváth (muranici) – (Horváth János, zarándi főispán; I. Lipót magyar királytól magyar bárói címet nyert, 1690. július 25.)[172]
- Horváth (szentgyörgyi) – (Horváth Antal; II. Lipót magyar királytól magyar bárói címet nyert, 1803. január 28.)[173]
- Horváth-Inczédy (széplaki és nagyváradi) – (Haindl János, osztrák örökös tartományok sóhivatalainak előljárója; I. Lipót magyar királytól magyar bárói címet nyert, 1665. augusztus 20.)
- Horváth-Kissevich (lomnicai)– (Horváth-Kissevich György, a Magyar Kamara titkára; I. Lipót magyar királytól magyar bárói címet nyert, 1686. április 19.)[174]
- Horváth-Simonchich– (Horváth-Simonchich János jogügy-igazgató; I. Lipót magyar királytól magyar bárói címet nyert, 1700. június 15.)[175]
- Horváth-Stansith (gradeci) – (Horváth-Stansics de Gradecz Imre Szepes vármegye alispánja; I. Ferdinánd magyar királytól magyar bárói címet nyert, 1559. május 30.)[176]
- Hosszútóthy (hosszútóti) – (Hosszútóthy István, királyi tanácsos; Rudolf magyar királytól magyar bárói címet nyert, 1608. március 30.)[177]
- Hölgyi – (Hölgyi Gáspár személynök, királyi tanácsos ; I. Lipót magyar királytól magyar bárói címet nyert, 1655. június 13.)[178]
- Hrabovszky (hrabovai) – (Hrabovszky János, a Mária Terézia-rend lovagja, a Lipót-rend lovagja, orosz, nápolyi, porosz és parmai rendjelek birtokosa, a szállásmesterség tisztje; I. Ferenc magyar királytól magyar bárói címet nyert, 1823. június 13.)[179]
- Huldenberg– (Huldenberg Dániel báró; I. Lipót magyar királytól magyar indigenátust nyert, 1723. március 11.)[180]
- Huszár (mezőkövesdi) – (Boér József János; I. Lipót magyar királytól (névváltozatás engedélyt "Huszár"ra), 1728. július 12.)[181]
- Hunyady (kéthelyi) – (Hunyady János, Hunyady József, István a Magyar Kamara tanácsosai, Nyitra vármegye alispánjai, valamint Hunyady András alnádor ennek fivére Hunyady László királyi tanácsos, személynök; Mária Terézia magyar királynőtől magyar bárói címet nyert, 1755. március 24.)[182]

## I
- Illésházy (illésházai) – (Illésházy István, Magyar Kamara tanácsosa, liptói főispán; Rudolf magyar királytól magyar bárói címet nyert, 1587. november 12.)[183]
- Inczédy (nagyváradi) (Josintzi Gergely és unokaöccse Sámuel; Mária Terézia magyar királynőtől magyar bárói címet nyert, 1749. december 1.[184]
- Inkey (pallini) – (Inkey Ede; I. Ferenc József magyar királytól osztrák bárói címet nyert, 1856. június 17.) - (Inkey Ferdinánd, politikus, főrendiházi tag, Kőrös vármegye alispánja; I. Ferenc József magyar királytól magywr bárói címet nyert, 1875. augusztus 17.) - (Inkey József, nagybirtokos; I. Ferenc József magyar királytól magyar bárói címet nyert, 1895. november 17.)[185]
- Istvánffy (kisasszonyfalvi) – (Istvánffy Miklós, királyi titkár, királyi tanácsos, nádori helytartó; Rudolf magyar királytól magyar bárói címet nyert, 1582. január 19.)[186]
- Ivánka (draskóci és jordánföldi) – (Ivánka László, nagybirtokos; IV. Károly magyar királytól magyar bárói címet nyert, 1916. december 30.)[187]
- Izdenczy (monostori és komlósi) – (Izdenczy József, Szent István-rend lovagja, kincstartó, az államkonferencia tanácsosa; I. Ferenc magyar királytól magyar bárói címet nyert, 1811. július 31.)[188]

## J
- Jaklin (elefánti) – (Jaklin Miklós; I. Lipót magyar királytól magyar bárói címet nyert, 1687. október 15.)[189]
- Jakusith (orbovai) – (Jakusith András; Rudolf magyar királytól magyar bárói címet nyert, 1606. június 28.)[190]
- Jászy (kuthnári) – (Jászy Pál, a Magyar Kamara tanácsosa; Mária Terézia magyar királynőtől magyar bárói címet nyert, 1749. április 21.)[191]
- Jellachich (buzimi) – (Jellachich Ferenc, altábornagy, a Mária Terézia Rend lovagja, magyar gyalogezred tulajdonosa; I. Ferenc magyar királytól magyar bárói címet nyert, 1808. július 1.)[192]
- Jeszenák (királyfiai) – (Jeszenák Pál; II. József magyar királytól magyar bárói címet nyert, 1781. december 28.)[193]
- Jeszenszky (kisjeszeni és nagyjeszeni) (Jeszenszky Antal; Mária Terézia magyar királynőtől magyar bárói címet nyert, 1741. december 12.)[194]
- Jeszenszky (nagyjeszeni) – (Jeszenszky János, a Hétszemélyes Tábla nyugalmazott bírája, a Szent István-rend lovagja; I. Ferenc József magyar királytól magyar bárói címet nyert, 1865. január 3.)[195]
- Jókay (pohronc-szelepcsényi) – (Jokay de Pohroncz-Szelepcsény János, lovas kapitány; III. Károly magyar királytól magyar bárói címet nyert, 1720. március 10.)[196]
- Joó (kaszaházi) – (Joó Miklós; III. Ferdinánd magyar királytól magyar bárói címet nyert, 1645. február 13.)[197]
- Jósika (branyicskai) – (Jósika Gábor, Imre, István, Dániel; I. Lipót magyar királytól magyar bárói címet nyert, 1698. április 12.)[198]
- Jósika-Magyary-Kossa (branyicskai) – (Magyary-Kossa-Jósika Valéria és leánytestvére Magyary-Kossa-Jósika Beatrix; I. Ferenc József magyar királytól magyar bárói címet nyert, 1893. február 9.)[199]
- Jósintzi (bolgárfalvi és jósinci) – (Sebesi-Josintzi Sándor, nyugalmazott honvéd huszár őrnagy; I. Ferenc József magyar királytól magyar bárói címet nyert, 1907. november 27.)[200]
- Jöchlinger (jochensteini) – (Jöchlinger Félix; V. Ferdinánd magyar királytól magyar indigenátust nyert, 1836)[201]
- Jünger – (Jünger Vince, a Mária Terézia-rend lovagja, nyugalmazott katonatiszt; I. Ferenc magyar királytól magyar bárói címet nyert, 1818. november 27.)[202]

## K
- Kaas – (Kaas Albert, tiszteletbeli szolgabíró; I. Ferenc József magyar királytól magyar bárói címet nyert, 1912. április 30.)[203]
- Kacz (ludvigsdorfi és goldlambi) – (Kacz Rudolf; I. József magyar királytól magyar bárói címet nyert, 1710. január 18.)[204]
- Kákonyi (kákonyi és tsippi) – (Kákonyi István; V. Ferdinánd magyar királytól magyar bárói címet nyert, 1847)[205]
- Kavanagh – (Kavanagh Henrik báró, ezredes; I. Ferenc magyar királytól magyar indigenátust nyert, 1825. szeptember 2.)[206]
- Kazy (garamveszelei) – (Kazy József, a Földművelésügyi Minisztérium államtitkára; I. Ferenc József magyar királytól magyar bárói címet nyert, 1913. február 18.)[207]
- Kemény (magyargyerőmonostori) – (Kemény János; II. Rákóczi Györgytől magyar bárói címet nyert, 1649)[208]
- Kende (kölcsei) – (Kende Zsigmond, nagybirtokos; IV. Károly magyar királytól magyar bárói címet nyert, 1916. december 30.)[187]
- Kerecsényi (kányaföldi) – (Kerecsényi László, Somogy vármegye főispánja, Szigetvár várának kapitánya; I. Ferdinánd magyar királytól magyar bárói címet nyert, 1559. május 30.)[209]
- Kerekes (kerekesházi és cifferi) – (Kerekes Zsigmond, vezérőrnagy, a Mária Terézia-rend lovagja; Mária Terézia magyar királynőtől magyar bárói címet nyert, 1777. szeptember 20.)[210]
- Kétly (csurgói) – (Kétly Károly budapesti tudományegyetemi tanár; I. Ferenc József magyar királytól magyar bárói címet nyert, 1913. február 26.)[211]
- Ketten (Ketten János Mihály, és Ketten János Jakab; III. Károly magyar királytól magyar indigenátust nyert, 1713. július 19.)[212]
- Kiss (eleméri és ittebei) – (Kiss Antal, követségi titkár; I. Ferenc József magyar királytól magyar bárói címet nyert, 1911. július 14.)[213]
- Klobucar – (Klobucar Vilmos, lovassági tábornok, a magyar honvédség főparancsnoka; I. Ferenc József magyar királytól magyar bárói címet nyert, 1909. december 17.)[214]
- Knezevits – (Knezevich Márton, a károlyvárosi lovasezred ezredese; Mária Terézia magyar királynőtől magyar bárói címet nyert, 1763. április 7.)[215]
- Knichen (frecklebeni) – (Knichen Frigyes alezredes, cseh udvari tanácsos; III. Károly magyar királytól magyar bárói címet nyert, 1721. augusztus 24.)[216]
- Koch – (Koch Ignác, az Udvari Haditanács tanácsosa, császári titkár; Mária Terézia magyar királynőtől magyar bárói címet nyert, 1748. szeptember 16.)[217]
- Kohner (szászbereki) – (Kohner Adolf, földbirtokos, nagykereskedő; I. Ferenc József magyar királytól magyar bárói címet nyert, 1912. július 2.)[218]
- Koller (nagymányai) – (Koller Ferenc, Zólyom vármegye főispánja, királyi tanácsos, aranysarkantyús vitéz; Mária Terézia magyar királynőtől magyar bárói címet nyert, 1758. november 26.)[219]
- Konrad (konradsheimi) – (Konrad János András, ezredes; I. Ferenc József magyar királytól magyar bárói címet nyert, 1851)[220]
- Konszky (szentdomonkosi) – (Konzky Mihály; Rudolf magyar királytól magyar bárói címet nyert, 1603. május 10.)[221]
- Kopriva – (Kopriua János és testvére András; I. Lipót magyar királytól magyar bárói címet nyert, 1657. július 10.)[222]
- Korányi (tolcsvai) – (Korányi Frigyes orvos, főrendiházi tag, budapesti egyetemi tanár; I. Ferenc József magyar királytól magyar bárói címet nyert, 1908. november 21.)[223]
- Kornfeld – (Kornfeld Zsigmond, főrendiházi tag, a Budapesti Áru- és Értéktőzsde elnöke, a Magyar Általános Hitelbank elnöke; I. Ferenc József magyar királytól magyar bárói címet nyert, 1908. február 2.)[224]
- Kosztolányi (nemeskosztolányi) (Kosztolány László, Erdődy-ezred tisztje, Mária Terézia-rend lovagja; II. Lipót magyar királytól magyar bárói címet nyert, 1790. november 27.)[225]
- Kőnig (aradvári) – (König Károly osztályfőnök, kabineti titkár; I. Ferenc József magyar királytól magyar bárói címet nyert, 1904. június 23.)[226]
- Königswarter (csabacsűdi) – (Königswarter Hermann; I. Ferenc József magyar királytól magyar bárói címet nyert, 1897. március 13.)[227]
- Kövess (kövessházai) – (Kövess Hermann, altábornagy; IV. Károly magyar királytól magyar bárói címet nyert, 1917. augusztus 17.)[77]
- Kray (krajovai és topolyai) – (Kray Pál vezérőrnagy, a Mária Terézia-rend lovagja; I. Ferenc magyar királytól magyar bárói címet nyert, 1792. augusztus 9.)[228] (Kray István, nyugalmazott ítélőtáblai elnök; IV. Károly magyar királytól magyar bárói címet nyert, 1918. április 19.)[229]
- Krusith (lepoglavai) – (Krusith János, korponai kapitány; Miksa magyar királytól magyar bárói címet nyert, 1570. január 8.)[230]
- Kun (rosályi) – (Kun László, szatmári főkapitány; II. Ferdinánd magyar királytól magyar bárói címet nyert, 1626. március 10.)[231]
- Kuffner (diószegi) – (Kuffner Károly, diószegi cukorgyáros, nagybirtokos; I. Ferenc József magyar királytól magyar bárói címet nyert, 1904. december 7.)[232]
- Kutsera – (Kutsera János báró; I. Ferenc magyar királytól magyar indigenátust nyert, 1827. december 1.)[233])
- Kürschner – (Kürschner Adolf, nagyiparos; I. Ferenc József magyar királytól magyar bárói címet nyert, 1910. november 20.)[234]
- Kürthy (fajkürti és koltai) – (Kürthy Lajos, Bars, Zólyom vármegye főispánja; I. Ferenc József magyar királytól magyar bárói címet nyert, 1910. december 16.)[235]

## L
- Laffert – (Laffert Ferdinánd; III. Károly magyar királytól magyar bárói címet nyert, 1717. március 1.)[236]
- Lakos – (Lakos János, a Mária Terézia-rend lovagja, kapitány; I. Ferenc magyar királytól magyar bárói címet nyert, 1811. szeptember 13.)[237]
- Láng (csanakfalvi) – (Láng Lajos, országgyűlési képviselő, Láng Mihály, országgyűlési képviselő; I. Ferenc József magyar királytól magyar bárói címet nyert, 1911. július 28.)	[238]
- Lanis – (De Lanis Tertio, bresciai lakos, királyi tanácsos, aranysarkanytús vitéz, fivére De Lanis János; I. Lipót magyar királytól magyar bárói címet nyert, 1684. december 4.)[239]
- Ledeniczky (ledenici) –	(Ledeniczky Menyhért; Miksa magyar királytól magyar bárói címet nyert, 1575. június 10.)[240]
- Lederer (-Trattnern) – (Lederer Ignác báró; V. Ferdinánd magyar királytól magyar indigenátust nyert, 1840)[241]
- Lehoczky (kislehotai) – (Lehoczky Márton; III. Károly magyar királytól magyar bárói címet nyert, 1710. április 3.)[242]
- Lengyel (lengyeltóti) – (Lengyel Gáspár; Mária Terézia magyar királynőtől magyar bárói címet nyert, 1778. október 30.)[243]
- Lers (szepesbélai) (Lers Vilmos, a Kereskedelemügyi Minisztérium államtitkára; IV. Károly magyar királytól magyar bárói címet nyert, 1917. március 25.)[244]
- Lévay (kisteleki) – (Lévay Henrik; I. Ferenc József magyar királytól magyar bárói címet nyert, 1897. április 22.)[245]
- Lidl (borbulai) – (Lidl János; I. Lipót magyar királytól magyar bárói címet nyert, 1686. szeptember 13.)[246]
- Lilien – (Lilien József báró; I. Ferenc magyar királytól magyar indigenátust nyert, 1805)[247]
- Lipthay (kisfaludi és lubellei) – (Lipthay Frigyes kamarás, lovassági tiszt; I. Ferenc magyar királytól magyar bárói címet nyert, 1830. június 11.)[248] (Lipthay Béla kamarás, a Földművelésügyi minisztérium miniszteri osztálytanácsosa, Lipthay Gyula kamarás, huszárőrnagy; IV. Károly magyar királytól magyar bárói címet nyert, 1917. október 13.)[24]
- Locher (lindenheimbi) – (Locher Károly, az Udvari Haditanács tanácsosa; III. Károly magyar királytól magyar bárói címet nyert, 1712. április 5.)	[249]
- Lónyai (nagy-lónyai) – (Lónyay Zsigmond, Kraszna vármegye főispánja; II. Ferdinánd magyar királytól magyar bárói címet nyert, 1627. január 16.)[250]
- Lo-Presti (de la Fontana d'Angioli) – (Lo-Presti Rókus báró; Mária Terézia magyar királynőtől magyar indigenátust nyert, 1764)[251]
- Löwenbaur – (Löwenbaur Frigyes, János Jakab sziléziai nemesek; I. Lipót magyar királytól magyar bárói címet nyert, 1683. március 23.)[252]
- Lukachich (somorjai) – (Lukachich Géza vezérőrnagy, a Mária Terézia-rend vitéze; IV. Károly magyar királytól magyar bárói címet nyert, 1917. augusztus 17.)[77]
- Luzsénszky (luzsnai és reglicei) – (Luzsénszky János; III. Károly magyar királytól magyar bárói címet nyert, 1727.)[253]

## M
- Madarassy-Beck (madarasi) – (Madarassy-Beck Nándor, a Magyar Jelzálog- és Hitelbank elnökigazgatója; I. Ferenc József magyar királytól magyar bárói címet nyert, 1906. április 7.)[254]
- Maholányi (pohronc-szelepcsényi) – (Maholányi János, királyi személynök; I. Lipót magyar királytól magyar bárói címet nyert, 1695. május 4.)[255]
- Majláth (székhelyi) – (Majláth Gábor; I. Ferdinánd magyar királytól magyar bárói címet nyert, 1547. augusztus 13.)[256]
- Majthényi (keselőkői) – (Majthényi Othmár; I. Ferenc József magyar királytól magyar bárói címet nyert, 1905. április 5.)[257]
- Majthényi-Paczolay (keselőkői) – (Paczolay-Majthényi Antal; I. Ferenc József magyar királytól magyar bárói címet nyert, 1883. október 16.)[258]
- Makár (makaszkai) – (Makár János, horvát ezredes; I. Lipót magyar királytól magyar bárói címet nyert, 1687. április 24.)[259]
- Malakóczy (szomszédvári) – (Malakóczy Miklós; II. Mátyás magyar királytól magyar bárói címet nyert, 1614. augusztus 23.)[260]
- Malonyay (vicsapi) – (Malonyay János; Mária Terézia magyar királynőtől magyar bárói címet nyert, 1740. december 1.)[261]
- Malzan – (Malzan Károly báró, győri kanonok; III. Károly magyar királytól magyar indigenátust nyert, 1732. május 2.)[262]
- Mandell – (Mandell Lajos báró; V. Ferdinánd magyar királytól magyar indigenátust nyert, 1839. március 14.)[263]
- Manzoni (monte-ferrói) – (Manzoni Jacobo; I. Lipót magyar királytól magyar bárói címet nyert, 1681. december 13.)[264]
- Máriássy (márkus- és batízfalvi) – (Máriássy János, nyugalmazott altábornagy, főrendiházi tag; I. Ferenc József magyar királytól magyar bárói címet nyert, 1888. december 9.)[265]
- Maretich (riv-alponi) – (Maretich Ernő Gedeon, a Mária Terézia-rend lovagja, szárd, pármai érdemrendek birtokosa; V. Ferdinánd magyar királytól magyar bárói címet nyert, 1837. március 2.)[266]
- Maroevich – (Maroevich János, a Mária Terézia-rend lovagja, a varasd-körösi határőr ezred parancsnoka; I. Ferenc magyar királytól magyar bárói címet nyert, 1828. június 6.)[267]
- Martonicz – (Martonicz András, aknász csapattest ezredese, német báró; I. Ferenc magyar királytól magyar bárói címet nyert, 1809. április 1.)[268]
- Mattencloit (Deutsch-pavlovitzi) – (Mattencloit Gottfired báró; V. Ferdinánd magyar királytól magyar indigenátust nyert, 1840)[269]
- Mattyasovszky (alsómátyásfalvi) – (Mattyasovszky Mátyás kamarás, nyugállományú vezérőrnagy; I. Ferenc József magyar királytól magyar bárói címet nyert, 1912. április 3.)[270]
- Mecséry (csóri) – (Mecséry János; I. Ferenc magyar királytól magyar bárói címet nyert, 1806. október 29.)[271] (Mecséry Dániel, főstrázsamester, a Mária Terézia-rend lovagja; I. Ferenc magyar királytól, 1806. október 29.)[272]
- Mednyánszky (aranyosmedgyesi) – (Mednyánszky Antal; I. Lipót magyar királytól magyar bárói címet nyert, 1688. december 20.)[273] (Mednyánszky Pál, kamarai tanácsos; I. Lipót magyar királytól, 1689. június 17.)[274]
- Mengersen – (Mengersen Ármin, magyar testőr, százados; I. Ferenc József magyar királytól magyar bárói címet nyert, 1912. február 3.)[275]
- Mérey (mérei) – (Mérey Mihály, személynök, királyi tanácsos, nádori helytartó; I. Ferdinánd magyar királytól magyar bárói címet nyert, 1562. szeptember 26.)[276]
- Meskó – (Meskó Ádám; I. Ferenc magyar királytól magyar bárói címet nyert, 1800. május 23.)[277]
- Meskó (felsőkubini) – (Meskó József, a Mária Terézia-rend lovagja, a Lichtenstein ezred tisztje; I. Ferenc magyar királytól magyar bárói címet nyert, 1804. február 3.)[278]
- Meskó (széplaki és enyickei) – (Meskó Ádám, aranysarkantyús vitéz, királyi tanácsos, fivére Meskó Jakab, királyi tanácsos; III. Károly magyar királytól magyar bárói címet nyert, 1721. július 12.)[279]
- Mészáros (szoboszlói) – (Mészáros János, Mária Terézia-rend lovagja, főstrázsamester; I. Ferenc magyar királytól magyar bárói címet nyert, 1794. június 5.)[280]
- Meszéna (hívvári) – (Meszéna János; I. Ferenc magyar királytól osztrák bárói cimet, 1818. március 23.)[281]
- Mezey - Mezey Márton, 1634. december 23-án II. Ferdinánd császártól nyerte bárói címét a katolikus hit védelmezéséért. A nemeslevelet Gömör vármegye hirdette ki 1634. december 29-én.
- Mihalievits – (Mihalievits Mihály, a Lipót-rend lovagja, főstrázsamester, az 57. számú gyalogezred tulajdonosa, a Temesi Bánságban állomásozó ezred tisztje; V. Ferdinánd magyar királytól osztrák bárói cimet, 1838. július 5.)[282]
- Mikola (szamosfalvi) – (Mikola Ferenc; Miksa magyar királytól magyar bárói címet nyert, 1571)[283]
- Mikos (tarródházi) – (Mikos László, a Szent István-rend lovagja, polgári ezüstkereszt birtokosa, államtanácsos; I. Ferenc magyar királytól magyar bárói címet nyert, 1825. december 9.)[284]
- Miske (magyarcsesztvei) – (Miske József, kamarás, államtanácsos, miniszter; V. Ferdinánd magyar királytól magyar bárói címet nyert, 1843. szeptember 28.)[285]
- Miske-Gerstenberger (magyarcsesztvei és reichseggi) – (Miske-Gerstenberger Jenő, Vas vármegyei aljegyző, főispáni titkár; IV. Károly magyar királytól magyar bárói címet nyert, 1918. április 13.)[286]
- Molnár (parnói) – (Molnár Viktor főrendiházi tag, a Temes-Bégavölgyi Vízszabályozó Társulat miniszteri biztosa; IV. Károly magyar királytól magyar bárói címet nyert, 1917. december 1.)[287]
- Monaky (monaki) – (Monaky Miklós; II. Ferdinánd magyar királytól magyar bárói címet nyert, 1625. augusztus 16.)[288]
- Montbach (pechaui) – (Montbach Jenő, földbirtokos, Montbach Imre országgyűlési képviselő; I. Ferenc József magyar királytól magyar bárói címet nyert, 1913. szeptember 29.)[289]
- Móricz (tornai) – (Moricz Márton, aranysarkantyús vitéz, szendrői főkapitány; II. Ferdinánd magyar királytól magyar bárói címet nyert, 1622. április 29.)[290]
- Musulin (gomirjei) – (Musulin Sándor, rendkívüli követ, meghatalmazott miniszter; I. Ferenc József magyar királytól magyar bárói címet nyert, 1912. november 30.)[291]
- Müller (szentgyörgyi) – (Müller Kálmán, főrendiházi tag, miniszteri tanácsos, Budapest székesfőváros dunabalparti közkórházak igazgatója, orvos; I. Ferenc József magyar királytól magyar bárói címet nyert, 1910. március 16.)[292]
- Mylius – (Mylius Antal báró; II. Lipót magyar királytól magyar indigenátust nyert, 1802)[293]

## N, Ny
- Nadányi (körösnadányi) – (Nadányi Miklós; I. Lipót magyar királytól magyar bárói címet nyert, 1659. április 17.)[294]
- Nádasdy (nádasdi és fogarasföldi) – (Nádasdy Tamás, a Magyar Királyság országbírója; I. Ferdinánd magyar királytól magyar bárói címet nyert, 1553)[295]
- Nagy (gyöngyösi) – (Nagy Ferenc, dunáninneni alkapitány; I. Lipót magyar királytól magyar bárói címet nyert, 1681. július 17.)[296]
- Naláczy (naláci) – (Naláczy György és József; III. Károly magyar királytól magyar bárói címet nyert, 1726. július 12.)[297]
- Natorp – (Natorp Ferenc Vilmos birodalmi lovag; II. Lipót magyar királytól magyar indigenátust nyert, 1796. szeptember 9.)[298]
- Neffczer – (Neffczer János Jakab, Magyar Kamara tanácsosa, valamint Neffczer Boldizsár; Mária Terézia magyar királynőtől magyar bárói címet nyert, 1744. november 16.)[299]
- Nemecic (bihacgradi) – (Nemecic József, nyugalmazott altábornagy; IV. Károly magyar királytól magyar bárói címet nyert, 1918. június 26.)[300]
- Nemes (pataki) – (Nemes János, fogarasi görög egyház püspöke; III. Károly magyar királytól magyar bárói címet nyert, 1723. június 6.)[301]
- Nény – (Nény Kornél báró; Mária Terézia magyar királynőtől magyar indigenátust nyert, 1765. április 10.)[302]
- Neszméry – (Neszméry Ferenc ezredes, a Mária Terézia-rend lovagja, birodalmi báró; I. Ferenc magyar királytól magyar bárói címet nyert, 1808. december 16.)[303]
- Neuman (végvári) – (Neuman Adolf, aradi gyáros; I. Ferenc József magyar királytól magyar bárói címet nyert, 1913. szeptember 29.)[304]
- Névery (gyulavarsándi) – (Névery Károly udvarnok, a Magyar Kancellária titkára, Pozsony, Arad, Kőrös vármegye táblabírája; V. Ferdinánd magyar királytól magyar bárói címet nyert, 1845. október 9.)[305]
- Nikolic (podrinjei) – (Nikolic Vladimir, országgyűlési képviselő,a horvát-szlavón-dalmát országos kormány volt belügyi osztályfőnöke; I. Ferenc József magyar királytól magyar bárói címet nyert, 1914. április 21.)[306]
- Nikolics (rudnai) – (Nikolics Feodor, Bosznia-Hercegovina országos kormányzója; Ferenc József magyar királytól magyar bárói címet nyert, 1886. február 10.)[307]
- Nopcsa (felsőszilvási) – (Nopcsa Ferenc, Nopcsa Elek; Ferenc József magyar királytól magyar bárói címet nyert, 1874. május 14.)[308]
- Novelli (maranuto-villae-frigidaei és sancti-gervasi) – (Novelli János Domonkos, királyi tanácsos; I. Lipót magyar királytól magyar bárói címet nyert, 1685. április 15.)[309]
- Nyáry (bedeghi és berencsi) – (Nyáry Ferenc, kapitány; I. Ferdinánd magyar királytól magyar bárói címet nyert, 1535. augusztus 16.)[310] (Nyáry István, Péter, Pál, Lőrinc, Bernát, János és Imre; Miksa magyar királytól magyar bárói címet nyert, 1573. december 19.)[311] (Nyáry István, Szabolcs vármegye főispánja, királyi tanácsos, ajtónállómester; II. Ferdinánd magyar királytól, 1631. október 27.)[312]
- Nyáry (nyáregyházi) – (Nyáry Antal, Hont vármegye helyettes alispánja; V. Ferdinánd magyar királytól magyar bárói címet nyert, 1836. december 9.)[313]

## O, Ó
- Obenaus (felsőházi) – (Obenaus Ferenc, a felső-ausztriai helytartóság fogalmazója, birodalmi báró, fivére Obenaus Ferdinánd gyalogsági százados; I. Ferenc József magyar királytól magyar indigenátust nyert, 1863. július 20.)[314]
- Ocskay (ocskói) – (Ocskay József és neje Záloghy Anna; I. Ferenc magyar királytól magyar bárói címet nyert, 1807. május 6.)[315]
- Oettl – (Oettl Antal József; III. Károly magyar királytól magyar bárói címet nyert, 1722. augusztus 31.)[316]
- Ohrenstein (böcsini) – (Ohrenstein Henrik, a beocini Unio Cementgyár Részvénytársaság alelnöke; I. Ferenc József magyar királytól magyar bárói címet nyert, 1910. november 24.)[317]
- Orbán (lengyelfalvi) – (Orbán Elek; Mária Terézia magyar királynőtől magyar bárói címet nyert, 1744. november 13.)[318]
- Orczy (orci) – (Orczy István; III. Károly magyar királytól magyar bárói címet nyert, 1736. július 5.)[319]
- Orosdy (orosdi és bői) – (Orosdy Fülöp, nagykereskedő; I. Ferenc József magyar királytól magyar bárói címet nyert, 1905. február 15.)[320]
- Orossy – (Orossy György személynök; III. Ferdinánd magyar királytól magyar bárói címet nyert, 1655. március 22.)[321]

## P
- Paksy (pákosi) – (Paxi János, komáromi kapitány; I. Ferdinánd magyar királytól magyar bárói címet nyert, 1560. április 10.)[322]
- Pálffy (erdődi) – (Erdőd Pál, a Magyar Kamara elnöke, pohárnokmester; II. Ferdinánd magyar királytól magyar bárói címet nyert, 1625. október 10.)[323]
- Paloczai – (Paloczai György; II. Mátyás magyar királytól magyar bárói címet nyert, 1609. december 8.)[324]
- Pap – (Pap Géza, országgyűlési képviselő; I. Ferenc József magyar királytól magyar bárói címet nyert, 1912. december 26.)[325]
- Pásztélyi (kispásztélyi) – (Pásztélyi-Kovács István, kamarás, a Belügyminisztérium miniszteri tanácsosa; IV. Károly magyar királytól magyar bárói címet nyert, 1918. augusztus 23.)[326]
- Pászthory (felsőpásztori és lengyeltóti)
- Patachich (zajezdai) – (Patachich Boldizsár királyi tanácsos, Zágráb vármegye alispánja; I. József magyar királytól magyar bárói címet nyert, 1708. július 25.)[327] (Patachich Antal ivanici kapitány, Patachich István, Báni Tábla esküdtje, Patachich László körösi kapitányhelyettes, Patachich István dalmát-horvát-szlavón báni ítélőmester, Varasd vármegye alispánja, Patachich Antal; III. Károly magyar királytól, 1735. május 21.)[328]
- Pázmány (panaszi) – (Pázmány Miklós; II. Ferdinánd magyar királytól magyar bárói címet nyert, 1628)[329]
- Pekry (petrovinai) – (Pekry Lőrinc, tábornagy; I. Lipót magyar királytól magyar bárói címet nyert, 1690. április 13.)[330]
- Perényi (perényi) – (Perényi Gábor, Abaúj vármegye főispánja, tiszáninneni főkapitány, tárnokmester; I. Ferdinánd magyar királytól magyar bárói címet nyert, 1556. január 27)[331]
- Perényi-Lukács (perényi) – (Lukács György, Miklós, Sándor; I. Ferenc József magyar királytól magyar bárói címet nyert, 1912. december 17.)[325]
- Péterfy – (Péterfy János Ferenc, kamarai tanácsos; III. Károly magyar királytól magyar bárói címet nyert, 1723. június 16.)[332]
- Pethe (hetési) – (Pethe László, kassai kapitányhelyettes; Rudolf magyar királytól magyar bárói címet nyert, 1606. szeptember 24.)[333] (Pethe László, orna vármegye főispánja, királyi tanácsos, a Magyar Kamara elnöke, ajtónállómester; II. Mátyás magyar királytól magyar bárói címet nyert, 1615. augusztus 15.)A [334]
- Petheő (gersei) – (Petheő János, királyi kapitány, fivérei Petheő Gáspár, Boldizsár; I. Ferdinánd magyar királytól magyar bárói címet nyert, 1549. április 7.)[335] (Pethő János, és fivére Pethő György; I. Lipót magyar királytól magyar bárói címet nyert, 1666. április 21.)[336]
- Petrásch (cserneki és neuschlossi) – (Petrásch Ernő; III. Károly magyar királytól magyar bárói címet nyert, 1723. január 12.)[337]
- Petrichevich-Horváth (széplaki) – (Petrichevich-Horváth Kálmán, felsőzsuki földbirtokos, és Petrichevich-Horváth Artúr; I. Ferenc József magyar királytól magyar bárói címet nyert, 1894. május 30.)[338]
- Petrőczy (petrőci és kászavári) – (Petrőczy István; III. Ferdinánd magyar királytól magyar bárói címet nyert, 1647. június 12.)[339]
- Petrys (feroti) – (Petrys Henrik; I. Lipót magyar királytól magyar bárói címet nyert, 1681. november 23.)[340]
- Pezz – (Pezz Keresztély János, Pezz Gyula; Rudolf magyar királytól magyar bárói címet nyert, 1608. december 19.)[341]
- Pfeiffer (orlovnjaki) – (Pfeiffer Károly Lipót nagybirtokos, eszéki lakos; I. Ferenc József magyar királytól magyar bárói címet nyert, 1908. szeptember 28.)[342]
- Pfütschner – (Pfütschner Frigyes báró, győri kanonok; Mária Terézia magyar királynőtől magyar indigenátust nyert, 1741. március 2.)[343]
- Pidol (quintenbachi) – (Pidol Károly, a Szent István-rend lovagja, az Udvari Haditanács tanácsosa; V. Ferdinánd magyar királytól magyar bárói címet nyert, 1843. augusztus 10.)[344]
- Pinnyey – (Pinnyey János; I. Lipót magyar királytól magyar bárói címet nyert, 1691. augusztus 13.)[345]
- Piret de Bihain – (Piret Lajos; I. Ferenc magyar királytól ingigenátus, 1823. december 27.)[346]
- Plassinger – (Plassinger Vencel báró; III. Károly magyar királytól magyar indigenátust nyert, 1715. november 8.)[347]
- Pley – (Pley András; I. Ferenc magyar királytól magyar indigenátust nyert, 1827)[348]
- Podmaniczky (aszódi és podmanini) – (Podmaniczky János, és fivére Podmaniczky Sándor; II. József magyar királytól magyar bárói címet nyert, 1782. július 5.)[349]
- Pograny (nemeskürti) – (Pograny Benedek, Pograny György, vinai kapitány, királyi tanácsos, újvári lovaskapitány, csetényi officiális, bakabányai kapitány, korponai kapitány; Rudolf magyar királytól magyar bárói címet nyert, 1608. március 5.)[350]
- Poncz (engelshoffeni) – (Poncz Ferenc Lipót, kapitány; III. Károly magyar királytól magyar bárói címet nyert, 1722. augusztus 10.)[351]
- Pongrácz (szentmiklósi és óvári) – (Pongrácz Ádám János, valamint Pongrácz Gáspár; Mária Terézia magyar királynőtől magyar bárói címet nyert, 1763. február 15.)[352] (Pongrácz Henrik altábornagy, gyaloghadosztály parancsnoka; IV. Károly magyar királytól magyar bárói címet nyert, 1917. június 1.)[353]
- Prépostváry (lokácsi) – (Prépostváry Bálint; Rudolf magyar királytól magyar bárói címet nyert, 1589. február 20.)[354]
- Prileszky (prileszi) – (Prileszky Károly, udvari tanácsos, az udvari gazdasági hivatal igazgatója; I. Ferenc József magyar királytól magyar bárói címet nyert, 1916. szeptember 2.)[355]
- Prónay (tótpronai és blatnicai) – (Prónay László, Nógrád vármegye alispánja, táblabíró, és fivére Prónay Gábor, Nógrád és Pest megye táblabírája; II. József magyar királytól magyar bárói címet nyert, 1782. március 8.)[356]
- Pucher (meggenhauseni) – (Pucher János György, az Udvari Haditanács tanácsosa; III. Ferdinánd magyar királytól magyar indigenátust nyert, 1655. július 22.)[357]
- Puchner – (Puchner Antal, a Mária Terézi-rend lovagja, külföldi érdemrendek birtokosa, ezredes; I. Ferenc magyar királytól magyar bárói címet nyert, 1830. február 19.)[358]
- Puhalló (brlogi) – (Puhallo Pál, vezérezredes; IV. Károly magyar királytól magyar bárói címet nyert, 1917. április 26.)[19]
- Pulszky (lubóci és cselfalvi) – (Pulszky Dániel Ferdinánd, a Mária Terézia-rend lovagja, tábornok; I. Ferenc magyar királytól magyar bárói címet nyert, 1799. augusztus 17.)[359]
- Puteáni (kimpáni)
- Putz (rolspergi) – (Putz Matthias Heinrich; III. Károly magyar királytól magyar bárói címet nyert, 1734. december 30.)[360]
- Püchler – (Püchler Károly József, és fivére Püchler János Kristóf; Mária Terézia magyar királynőtől magyar bárói címet nyert, 1770. július 28.)[361]

## Q
- Quiwal (buchwisi) – (Quiwal András báró; III. Károly magyar királytól magyar indigenátust nyert, 1715. szeptember 15.)[362]

## R
- Radák (magyarbényei) – (Radák István, és Radák Lőrinc; Mária Terézia magyar királynőtől magyar bárói címet nyert, 1744. november 13.)[363]
- Radossevich (radosi) – (Radossevich Demeter, a Lipót-rend lovagja, orosz és francia rendjelek birtokosa, az Udvari Haditanács tanácsosa; I. Ferenc magyar királytól magyar bárói címet nyert, 1823. február 21.)[364]
- Radványszky (radványi és sajókazai) – (Radvánszky Antal, Zólyom, Túróc vármegye főispánja, valamint fivére Radvánszky Albert; Ferenc József magyar királytól magyar bárói címet nyert, 1875. október 3.)[365]
- Ragályi-Balassa (kiscsoltói, balassagyarmati és kékkői) – (Ragályi-Balassa Ferenc; I. Ferenc József magyar királytól magyar bárói címet nyert, 1902. május 11.)[366]
- Rákóczi (rákóci és felsővadászi) – (Rákóczi Zsigmond egri főkapitány; Rudolf magyar királytól magyar bárói címet nyert, 1588. augusztus 28.)[367] (Rákóczi Lajos; Rudolf magyar királytól magyar bárói címet nyert, 1607. november 5.)[368] (Rákóczi Pál Sáros, Torna vármegye főispánja, aranysarkantyús vitéz, kamarás, királyi tanácsos, ajtónállómester; II. Ferdinánd magyar királytól, 1625. november 29.)[369]
- Rakovszky (nagyrákói és kelemenfalvi) Rakovszky Márton huszártábornok, a Mária Terézia-rend lovagja, 1812-ben osztrák báróságot kapott. Örökös nélküli halála után a rangot felajánlották a család többi tagjainak, de azok nem fogadták el, mert ez nem magyar, hanem osztrák rang volt.
- Ratkay – (Ratkay Péter és fivére Ratkay Pál; I. Ferdinánd magyar királytól magyar bárói címet nyert, 1559. május 30.)[370]
- Rauber (plankensteini és karlstetteni) – (Rauber Miklós báró alezredes; I. Ferenc József magyar királytól magyar indigenátust nyert, 1808. május 20.)[371]
- Rauch (nyéki) – (Rauch Pál, ezredes; Mária Terézia magyar királynőtől magyar bárói címet nyert, 1763. április 6.)[372]
- Rebenberg – (Rebenberg János báró; I. Lipót magyar királytól magyar indigenátust nyert, 1688. február 24.)[373]
- Rebentisch – (Rebentisch Sámuel Ferenc, az Udvari Kamara tanácsosa, temesvári adminisztrátor; III. Károly magyar királytól magyar bárói címet nyert, 1729. augusztus 9.)[374]
- Rédl (rottenhauseni és rasztinai) – (Redl Ferenc tanácsos, Erdélyi Kancellária referense; I. Ferenc magyar királytól magyar bárói címet nyert, 1808. március 11.)[375]
- Remekházy (gurahonci) – (Remekházy Károly, József, János; I. Ferenc József magyar királytól magyar bárói címet nyert, 1854. július 27.)[376]
- Renau – (Renau József báró,; III. Károly magyar királytól magyar indigenátust nyert, 1716. március 24.)[377]
- Révay (révai, szklabinai és blatnicai) – (Révay László, fivérei István, András, János, Miklós; II. Ferdinánd magyar királytól magyar bárói címet nyert, 1635)[378]
- Reviczky (revisnyei) – (Reviczky Károly; Mária Terézia magyar királynőtől magyar bárói címet nyert, 1770. november 26.)[379] (Reviczky János, vezérőrnagy; II. József magyar királytól magyar bárói címet nyert, 1773. november 28.)[380]
- Rigoni – (Rigoni Ferenc; I. Lipót magyar királytól magyar bárói címet nyert, 1686. november 18.)[381]
- Ritter (záhonyi) – (Ritter Hektor; I. Ferenc József magyar királytól osztrák bárói címet, 1869. március 19.)[382])
- Rodiczky – (Rodiczky Károly, a Mária Terézia-rend lovagja, szárd érdemrend birtokosa, főstrázsamester; I. Ferenc magyar királytól magyar bárói címet nyert, 1820. május 12.)[383]
- Rohonczy (felsópulyai) – (Rohonczy György, altábornagy; I. Ferenc József magyar királytól magyar bárói címet nyert, 1903. március 14.)[384]
- Rohr (dentai) – (Rohr Ferenc, vezérezredes; IV. Károly magyar királytól magyar bárói címet nyert, 1917. április 14.)[385]
- Rolsberg (leitersdorfi) – (Rolsberg Antal báró; V. Ferdinánd magyar királytól magyar bárói címet nyert, 1840. augusztus 27.)[386]
- Rosen – (Rosen András báró; I. Ferenc magyar királytól magyar indigenátust nyert, 1827)[387]
- Rosenberg – (Rosenberg Oszkár Adolf, a londoni és párizsi O. A. Rosenberg and Co. bankcég főnöke; I. Ferenc József magyar királytól magyar bárói címet nyert, 1913. december 28.)[388]
- Roszner (roszeneki) – (Roszner József, a Mária Terézia-rend lovagja, orosz, porosz, svéd és dán rendjelek birtokosa; I. Ferenc magyar királytól magyar bárói címet nyert, 1817. július 23.)[389]
- Rottal – (Rottal János báró; II. Ferdinánd magyar királytól magyar indigenátust nyert, 1622)[390]
- Rudics (almási) – (Rudics József; I. Ferenc József magyar királytól magyar bárói címet nyert, 1874. június 3.)[391]
- Rubidó-Zichy (zagorjei, zicsi és zajki) – (Rubido-Zichy Radoslav, Varasd vármegye és Varasd város főispánja; I. Ferenc József magyar királytól magyar bárói címet nyert, 1905. november 10.)[392]
- Rudnyánszky (dezséri) – (Rudnyánszky József János, aranysarkantyús vitéz; Mária Terézia magyar királynőtől magyar bárói címet nyert, 1773. december 3.)[393]
- Rukavina (vidovgradi) – (Rukavina György, a Lipót-rend lovagja, dalmát-horvát-szlavón alkapitány, tábornagy, a 61. számú sorgyalogezred tulajdonosa ; V. Ferdinánd magyar királytól magyar bárói címet nyert, 1844. május 17.)[394]
- Ruppa – (Ruppa Zdenko és Vilmos bárók; I. Lipót magyar királytól magyar indigenátust nyert, 1659)[395]
- Ruttkay (felsőruttkai és rozváci) – (Ruttkay István; I. József magyar királytól magyar bárói címet nyert, 1708. október 10.)[396]

## S, Sz
- Sághy (dormándházi) – (Sághy Mihály; II. Lipót magyar királytól magyar bárói címet nyert, 1790. november 18.)[397]
- Salhausen (kisfaludi) – (Salhausen Lipót báró; I. Ferenc magyar királytól magyar indigenátust nyert, 1833. augusztus 16.);[398] (Salhausen Lipót báró, magyar bárói rangot nyert; 1836. február 25.)[399]
- Salamon (alapi) – (Salamon Mihály, a Mária Terézia-rend lovagja, nemesi felkelés alezredese, lovas kapitány; I. Ferenc magyar királytól magyar bárói címet nyert, 1816. április 10.)[400]
- Salczer (rosensteini) – (Salczer Menyhért, komáromi kapitány; I. József magyar királytól magyar indigenátust nyert, 1708. január 18.)[401]
- Sampach (hodolini) 	– (Sampach Sdenko, királyi tanácsos; I. Lipót magyar királytól magyar indigenátust nyert, 1622. augusztus 2.)[402]
- Sándor (szlavnicai) (Sándor Gáspár, királyi tanácsos; I. József magyar királytól magyar indigenátust nyert, 1706. július 25.)[403]
- Sardagna (meanbergi és hohensteini) – (Sardagna János, hernádvécsei lakos; I. Ferenc József magyar királytól magyar bárói címet nyert, 1905. január 12.)[404]
- Sárkány (ákosházi) – (Sárkány Ambrus, ónodi várnagy; II. Ulászló magyar királytól magyar bárói címet nyert, 1511. június 24.)[405] (Sárkány János, alezredes; II. Ferdinánd magyar királytól magyar bárói címet nyert, 1679. május 27.)[406]
- Sarkotics (lovcseni) – (Sarkotic István, gyalogsági tábornok, bosznia-hercegovinai tartományfőnök; IV. Károly magyar királytól magyar bárói címet nyert, 1917. január 2.)[407]
- Schell (bauschlotti)
- Schenk (tattemburgi) – (Schmid-Schenk Gáspár alezredes; I. Lipót magyar királytól magyar bárói címet nyert, 1692. szeptember 16.)[408]
- Schlaun – (Schlaun Móric báró; I. Ferenc magyar királytól magyar indigenátust nyert, 1802. március 26.)[409]
- Schlechta – (Schlechta Ferenc, báró alezredes; I. Ferenc magyar királytól magyar indigenátust nyert, 1820. szeptember 20.)[410]
- Schossberger (tornyai) – (Schossberger Zsigmond, földbirtokos, nagykereskedő; I. Ferenc József magyar királytól magyar bárói címet nyert, 1890. március 12.)[411]
- Schmertzing – (Schmertzing Antal báró; I. Ferenc magyar királytól magyar indigenátust nyert, 1823. június 25.)[412]
- Schossberger (tornyai) – (Schossberger Zsigmond birtokos, nagykereskedő; I. Ferenc József magyar királytól magyar bárói címet nyert, 1890. március 12.)[413]
- Schöller – (Schöller János György és Schöller János Mihály bárók; III. Károly magyar királytól magyar indigenátust nyert, 1724. május 26.)[414]
- Schöllerer – (Schöllerer János Vilmos; Mária Terézia magyar királynőtől magyar indigenátust nyert, 1751. április 27.)[415]
- Schrötter – (Schrőtter János; I. Lipót magyar királytól magyar bárói címet nyert, 1700. március 13.)[416]
- Schustek (hervei) – (Schustek Manó; I. Ferenc magyar királytól magyar bárói címet nyert, 1801. július 17.)[417]
- Schwartzer – (Schwartzer János Lajos báró; Mária Terézia magyar királynőtől magyar indigenátust nyert, 1778. január 31.)[418]
- Schwartzer (babarci) – (Schwartzer Ottó, főrendiházi tag, a Vöröskereszt Egylet főgondnoka; I. Ferenc József magyar királytól magyar bárói címet nyert, 1909. október 23.)[419]
- Seeberg (Szeber) – (Vankel de Seeberg Márton; II. József magyar királytól magyar bárói címet nyert, 1784)[420]
- Sennyey (kissennyei) – (Sennyey Pongrác, erdélyi fejedelmi tanácsos; Rudolf magyar királytól magyar bárói címet nyert, 1606)[421]
- Serédi (görcsöni és nagyfalvi) – (Serédy István; II. Rákóczi Györgytől magyar bárói címet nyert, 1649)[422]
- Serényi (kisserényi) – (Serényi Mihály, Imre, Pál, Gábor; II. Ferdinánd magyar királytól magyar bárói címet nyert, 1623. június 16.)[423]
- Simonyi (vitézvári és barbácsi) – (Simonyi József, ezredes; I. Ferenc magyar királytól magyar bárói címet nyert, 1804. április 21.)[424]
- Sina (hodosi és kizdiai) – (Sina György Simon, és Sina János Simon; I. Ferenc magyar királytól magyar bárói címet nyert, 1832. március 29.)[425]
- Sinnich (sinnichi) – (Sinnich György Konstantin; III. Károly magyar királytól magyar bárói címet nyert, 1713. október 26.)[426]
- Sivkovich – (Sivkovich János, a Becsületrend lovagja, főstrázsamester; V. Ferdinánd magyar királytól magyar bárói címet nyert, 1838. november 2.)[427]
- Skarbala (szokolóci) – (Skarbala András, alnádor; I. József magyar királytól magyar bárói címet nyert, 1706. július 25.)[428]
- Skerlecz (lomnicai) – (Skerlecz Károly, kamarás, helytartósági tanácsos; I. Ferenc József magyar királytól magyar bárói címet nyert, 1857. november 16.)[429]
- Sola Pilva – (Pilva de Sola Mihály, spanyol titkár; III. Károly magyar királytól magyar bárói címet nyert, 1724. december 9.)[430]
- Solymosy (loósi és egervári) – (Solymosy László, lósi földbirtokos; I. Ferenc József magyar királytól magyar bárói címet nyert, 1895. június 25.)[431]
- Somogyi (karcsai) – (Somogyi Mátyás; II. Mátyás magyar királytól magyar bárói címet nyert, 1714. június 18.)[432]
- Somssich (saárdi) – (Somssich János, Schwarzenberg ulánus ezred kapitánya; I. Ferenc magyar királytól magyar bárói címet nyert, 1812. december 11.)[433]
- Sorger (alsómecenzéfi) – (Sorger Gergely, erdélyi püspök; III. Károly magyar királytól magyar bárói címet nyert, 1729. május 30.)[434]
- Söding – (Söding Arnold, ezredes; I. Lipót magyar királytól magyar bárói címet nyert, 1692. augusztus 8.)[435]
- Spielmann – (Spielmann Antal báró és gyermekei; II. Lipót magyar királytól magyar indigenátust nyert, 1791. március 12.)[436]
- Splényi (miháldi) – (Splényi Gábor Antal; III. Károly magyar királytól magyar bárói címet nyert, 1735. február 2.)[437]
- Steiger-Münsingen (rollei és monti) – (Steiger-Münsingen Albert, szeptencújfalusi földbirtokos; I. Ferenc József magyar királytól magyar bárói címet nyert, 1895. december 5.)[438]
- Stephani – (Stephani Albert, főkonzul; I. Ferenc József magyar királytól magyar bárói címet nyert, 1911. október 16.)[439]
- Stifft – (Stifft András József; I. Ferenc magyar királytól magyar bárói címet nyert, 1819. február 10.)[440]
- Stipsicz (ternovai) – (Stipsicz József német báró, katonatiszt, porosz és sziciliai rendjelek birtokosa; I. Ferenc magyar királytól magyar bárói címet nyert, 1821. február 9.)[441]
- Stubek (königsteini) – (Stubek János Gottfrid; I. Lipót magyar királytól magyar bárói címet nyert, 1659. december 12.)[442]
- Stummer (tavarnoki) – (Stummer Ágoston, Nyitra megyei nagybirtokos; I. Ferenc József magyar királytól magyar bárói címet nyert, 1887. június 6.)[443]
- Stürmer – (Stürmer Ignác Lőrinc báró; I. Ferenc magyar királytól magyar indigenátust nyert, 1820. november 17.)[444]
- Stvrtnik – (Stvrtnik Ágoston báró; V. Ferdinánd magyar királytól magyar indigenátust nyert, 1836. S.)[445]
- Surányi (nagysurányi) – (Surányi Ferenc, nyugalmazott altábornagy; I. Ferenc József magyar királytól magyar bárói címet nyert, 1909. április 24.)[446]
- Szalavszky (nemesmogyoródi) (Szalavszky Gyula, Trencsén vármegye főispánja; IV. Károly magyar királytól magyar bárói címet nyert, 1916. december 30.)[187]
- Szapáry család (szapári és muraszombati) (Szapáry Miklós, Szapáry Péter; I. Lipót magyar királytól magyar bárói címet nyert, 1690. május 3.)[447]
- Száraz – (Száraz György; III. Károly magyar királytól magyar bárói címet nyert, 1731. április 27.)[448]
- Száva – (Szava Mihály; I. Lipót magyar királytól magyar bárói címet nyert, 1694. szeptember 17.)[449]
- Széchy – (Széchy István, a Magyar Kamara elnöke; III. Ferdinánd magyar királytól magyar bárói címet nyert, 1655. július 17.)[450]
- Szegedy-Ensch (mesőszegedi) – (Szegedy-Ensch Imre, kamarás, az Orosz Szent András-rend vitéze; I. Ferenc József magyar királytól osztrák bárói címet, 1874. július 31.)[451]
- Székely (kövendi és ormosdi) – (Székely Miklós; II. Ulászló magyar királytól magyar bárói címet nyert, 1505)[452]
- Szeleczky (szeleci és boconádi) – (Szeleczky Márton, királyi tanácsos, alországbíró; III. Károly magyar királytól magyar bárói címet nyert, 1727. október 22.)[453]
- Szentiványi (bethlenfalvi) – (Szentiványi János; III. Károly magyar királytól magyar bárói címet nyert, 1721. január 15.)[454]
- Szent-Iványi (liptószentiványi) – (Szentiványi László Ignác, a Szepesi Kamara tanácsosa; I. Lipót magyar királytól magyar bárói címet nyert, 1692. szeptember 7.)[455]
- Szentkereszty (zágoni) – (Szentkereszti András; III. Károly magyar királytól magyar bárói címet nyert, 1726. december 23.)[456]
- Szentmiklóssy (primóci) – (Szentmiklósy István; Mária Terézia magyar királynőtől magyar bárói címet nyert, 1741. szeptember 25.)[457]
- Szepessy (négyesi) – (Szepessy László, királyi tanácsos, Szepessy Pál, Borsod,Csongrád,Torna vármegyék jegyzője; Mária Terézia magyar királynőtől magyar bárói címet nyert, 1775. október 13.)[458]
- Szepessy-Sokoll (négyesi és renói) – (Szepessy-Sokoll József, nyugalmazott alezredes; I. Ferenc József magyar királytól magyar bárói címet nyert, 1909. február 9.)[459]
- Szilágyi (nagyenyedi) – (Szilágyi Sámuel; Mária Terézia magyar királynőtől magyar bárói címet nyert, 1755. augusztus 26.)[460]
- Szilassy (szilasi és pilisi) – (Szilassy Gyula, rendkívüli követ, meghatalmazott miniszter; IV. Károly magyar királytól magyar bárói címet nyert, 1918. május 1.)[461]
- Szirmay – (Szirmay István, udvari tanácsos, országbírói ítélőmester; I. Lipót magyar királytól magyar bárói címet nyert, 1695. február 20.)[462]
- Szluha (ikladi) – (Szluha Ferenc; III. Károly magyar királytól magyar bárói címet nyert, 1726. augusztus 25.)[463]
- Szobek (kornici) – (Szobek Dávid Henrik báró; I. Lipót magyar királytól magyar indigenátust nyert, 1659. október 5.)[464]
- Szörényi (kisszörényi) – (Szörényi József kamarás, őrnagy; I. Ferenc magyar királytól magyar bárói címet nyert, 1829. augusztus 21.)[465]
- Szterényi (brassói) – (Szterényi József, kereskedelemügyi miniszter, valamint Szterényi Sándor, a Kereskedelemügyi Minisztérium osztálytanácsosa; IV. Károly magyar királytól magyar bárói címet nyert, 1918. július 7.)[466]
- Sztojanovits (latzunási) – (Sztojánovits Iván, országgyűlési képviselő, Temes megyei földbirtokos; I. Ferenc József magyar királytól magyar bárói címet nyert, 1913. március 2.)[211]
- Sztojka (szalai és kricsfalvi) – (Sztojka Zsigmond Antal, erdélyi püspök és testvérei Pál, Lajos; Mária Terézia magyar királynőtől magyar bárói címet nyert, 1749. május 29.)[467]
- Szunyogh (jeszenicei és budetini) – (Szunyogh János; Rudolf magyar királytól magyar bárói címet nyert, 1588. augusztus 27.) – (Szunyogh Mózes; Rudolf magyar királytól,1604. október 28.)[468]
- Szveteney (nagy-ohai) – (Szveteney Antal, generális; I. Ferenc József magyar királytól magyar bárói címet nyert, 1883. január 10.)[469]

## T, Ty
- Tahy (stettenbergi, tahvári és tarkői) – (Tahy József; I. Ferenc József magyar királytól magyar bárói címet nyert, 1857. szeptember 20.)[470]
- Tallián (vizeki és bélaházi) – (Tallián János; I. Ferenc József magyar királytól magyar bárói címet nyert, 1897. február 10.)[471] (Tallián Béla, országgyűlési képviselő; I. Ferenc József magyar királytól, 1911. december 13.)[472]
- Taxis (bordognai és valnigrai) – (Taxis Pál báró; I. Ferenc magyar királytól magyar indigenátust nyert, 1823. május 16.)[473]
- Telegdi (telegdi) – (Telegdi István; Rudolf magyar királytól magyar bárói címet nyert, 1646. december 5.)[474]
- Than – (Than Károly vezérkari őrnagy, fivére Than Albin miniszteri segédtitkár, Than Ervin okleveles gépészmérnök; I. Ferenc József magyar királytól magyar bárói címet nyert, 1910. december 13.)[475]
- Thierry – (Thierry Alajos, a fiumei törvényszék nyugalmazott elnöke; IV. Károly magyar királytól magyar bárói címet nyert, 1918. augusztus 6.)[25]
- Thököly – (Thököly Sebestyén; Rudolf magyar királytól magyar bárói címet nyert, 1593. augusztus 20.)[476]
- Thugut – (Thugut Ferenc báró; I. Ferenc magyar királytól magyar indigenátust nyert, 1801)[477]
- Thúróczi (vidastheleki) – (Thuróczy Benedek; Rudolf magyar királytól magyar bárói címet nyert, 1599. április 1.)[478]
- Thyssen-Bornemisza (kászoni) – (Thyssen-Bornemisza Henrik, nagybirtokos; I. Ferenc József magyar királytól magyar bárói címet nyert, 1907. június 22.)[479]
- Tinti – (Tinti Bertalan; III. Károly magyar királytól magyar indigenátust nyert, 1714. október 30.)[480]
- Tomassich – (Tomassich Ferenc, a Mária Terézia-rend lovagja, tábornagy, fivére Tomassich Miklós főstrázsamester; I. Ferenc magyar királytól magyar bárói címet nyert, 1808. július 29.)[481]
- Tornyay (tornyai) – (Tornyay-Schosberger Lajos, földbirtokos, valamint fivére Tornyay-Schosberger Lajos Rezső földbirtokos; I. Ferenc József magyar királytól magyar bárói címet nyert, 1905. december 11.)[482]
- Tóth (székelyi) – (Tóth Ferenc katona, mérnök, diplomata)[483]
- Török (enyingi) – (Török Imre, nándorfehérvári bán; II. Ulászló magyar királytól magyar bárói címet nyert, 1507. augusztus 25.)[484]
- Török (erdődi) – (Török József, altábornagy; I. Ferenc József magyar királytól osztrák bárói címet, 1880. október 18.)[485]
- Törös – (Törös János, a Magyar Kamara tanácsosa; III. Ferdinánd magyar királytól magyar bárói címet nyert, 1646. december 15.)[486]
- Trauttenberg – (Trauttenberg Frigyes, földbirtokos; I. Ferenc József magyar királytól magyar bárói címet nyert, 1902. október 3.)[487]
- Tulok (pósfalvi) – (Tulok Ferenc Antal, pollyanai harmincados; I. Lipót magyar királytól magyar bárói címet nyert, 1689. október 5.)[488]
- Turóczy (vidasteleki) – (Turóczy Benedek; Rudolf magyar királytól magyar bárói címet nyert, 1599. április 1.)[489]
- Turkovic (kutjevoi) – (Turkovic Péter Károly, Turkovic Milán, kutjevoi nagybirtokosok; I. Ferenc József magyar királytól magyar bárói címet nyert, 1911. november 5.)[490]

## U
- Újfalussy (divékújfalui) – (Újfalussy András a Királyi Tábla esküdtje; I. Lipót magyar királytól magyar bárói címet nyert, 1667. október 1.)[491]
- Ujváry – (Újváry László, kapitány, fivére Újváry Ádám, zászlós; III. Károly magyar királytól magyar bárói címet nyert, 1722. augusztus 10.)[492]
- Ullmann (baranyavári) – (Ullmann Adolf, a Magyar Általános Hitelbank alelnök-vezérigazgatója; IV. Károly magyar királytól magyar bárói címet nyert, 1918. április 6.)[493]
- Ungár (bukove-brdói és ujsciei) – (Ungár Károly, főhadnagy; IV. Károly magyar királytól magyar bárói címet nyert, 1918. október 17.)[54]
- Uray (urai) – (Uray Bálint, nyugalmazott országos főtörvényszéki elnök, a Magyar Királyi Szent István-rend, a Ferenc József-rend lovagja; I. Ferenc József magyar királytól magyar bárói címet nyert, 1864. december 19.)[494]
- Urban – (Urbán Iván, hadnagy Arad vármegye és Arad város főispánja; I. Ferenc József magyar királytól magyar bárói címet nyert, 1912. november 15.)[495]
- Urbán (monyorói) – (Urbán János József, Arad vármegye és Arad város főispánja; I. Ferenc József magyar királytól magyar bárói címet nyert, 1914. november 28.)[496]

## V
- Vajay (vajai és vicsapi) – (Vajay István, Vajay László; Mária Terézia magyar királynőtől magyar bárói címet nyert, 1741. január 7.)[497]
- Varesanin (varesi) – (Varesanin Marián, gyalogsági tábornok; I. Ferenc József magyar királytól magyar bárói címet nyert, 1910. június 6.)[498]
- Vay (vajai) – (Vay Dániel, cs. kamarás, és fivére Vay Miklós, cs. kamarás, dandártábornok; II. József magyar királytól magyar bárói címet nyert, 1783. április 18.)[499]
- Vécsey (vecsei és nagybodollói) – (Vécsey Péter, a Ferdinánd főherceg ezred tisztje, a Mária Terézia-rend lovagja; I. Ferenc magyar királytól magyar bárói címet nyert, 1804. február 3.)[500]
- Velsz (ebersteini) – (Velsz Ulrich Victor; I. Lipót magyar királytól magyar bárói címet nyert, 1682. március 21.)[501]
- Verneda – (Verneda János Ferenc báró; III. Károly magyar királytól magyar indigenátust nyert, 1729. július 7.)[502]
- Vernhardt – (Vernhardt Pál, a Mária Terézia-rend lovagja, katonatiszt; I. Ferenc magyar királytól magyar bárói címet nyert, 1818. november 6.)[503]
- Vest (temesvári) – (Vest Ede, a temesvári ipar- és kereskedelmi kamara elnöke; I. Ferenc József magyar királytól magyar bárói címet nyert, 1914. február 21.)[504]
- Vetter-Ambrózy (sédeni) – (Vetter-Ambrózy Andor; I. Ferenc József magyar királytól magyar bárói címet nyert, 1889. október 8.)[505]
- Vécsey (hernádvécsei és hajnácskői) – (Vécsey Sándor, ajnácskői kapitány; I. Lipót magyar királytól magyar bárói címet nyert, 1692. november 21.)[506]
- Vizkelety (vizkeleti és szeptenc-újfalusi) – (Vizkelethy Tamás hadifizetőmester; Rudolf magyar királytól magyar bárói címet nyert, 1608. március 5.)[507]
- Voinovich (zentai és voinovichi) – (Vojnovich István; I. Lipót magyar királytól magyar bárói címet nyert, 1675. augusztus 9.)[508]
- Vojnits (bajsai) – (Vojnits István, Baja és Szabadka főispánja; I. Ferenc József magyar királytól magyar bárói címet nyert, 1899. január 4.)[509]
- Vorberg – (Vorberg Károly báró; I. Ferenc magyar királytól magyar indigenátust nyert, 1802)[348]
- Vukassovich – (Vukassovich Fülöp, altábornagy, a Mária Terézia-rend lovagja, orosz érdemrend birtokosa; I. Ferenc magyar királytól magyar bárói címet nyert, 1802. április 9.)[510]

## W
- Wallisch – (Wallisch Kristóf; V. Ferdinánd magyar királytól magyar bárói címet nyert, 1846)[348]
- Walterskirchen (wolfsthali) – (Walterskirchen György Vilmos; V. Ferdinánd magyar királytól magyar indigenátust nyert, 1846)[348]
- Weigler – (Weigler György Lénárd báró; III. Károly magyar királytól magyar bárói címet nyert, 1715. április 15.)[511]
- Weisz (csepeli) – (Weisz Manfréd, gyáros; IV. Károly magyar királytól magyar bárói címet nyert, 1918. szeptember 16.)[55]
- Weiss (horstensteini) – (Weisz Hartwig Bertalan; III. Károly magyar királytól magyar bárói címet nyert, 1729. december 18.)[512]
- Wenckheim – (Wenckheim József és Ferenc osztrák bárók; II. József magyar királytól magyar indigenátust nyert, 1781. április 7.)[513]
- Wernhardt – (Wernhardt Pál ezredes; I. Ferenc József magyar királytól magyar bárói címet nyert, 1818. november 6.)[514]
- Wesselényi (hadadi) – (Wesselényi Ferenc; Rudolf magyar királytól magyar bárói címet nyert, 1582. április 3.)[515]
- Wiechter (gruebi) – (Wiechter János; I. Lipót magyar királytól magyar indigenátust nyert, 1682. június 27.)[516]
- Wieland (farkasfalvi) – (Wieland Artúr, Szepes vármegye főispánja; I. Ferenc József magyar királytól magyar bárói címet nyert, 1914. február 12.)[517]
- Willerding – (Willerding Rezső altábornagy, a Mária Terézia-rend lovagja; IV. Károly magyar királytól magyar bárói címet nyert, 1917. augusztus 17.)[77]
- Wimmer – (Wimmer József, lovasszázados, báró; V. Ferdinánd magyar királytól magyar indigenátust nyert, 1840)[518]
- Wlassics (zalánkeméni) – (Wlassich Ferenc a Mária Terézia-rend lovagja, királyi tanácsos, a Helytartótanács tanácsosa, dalmát, horvát, szlavón bán, varasd-károlyvárosi főhadparancsnok, a Schwarzenberg ulánus ezred, két báni gyalogezred parancsnoka, a Báni Tábla esküdtje; I. Ferenc magyar királytól magyar bárói címet nyert, 1832. március 22.)[519] (Wlassics Gyula, a közigazgatási bíróság elnöke; I. Ferenc József magyar királytól magyar bárói címet nyert, 1916. augusztus 31.)[355]
- Wodiáner (kapriorai) – (Wodianer Mór; I. Ferenc József magyar királytól magyar bárói címet nyert, 1874. április 2.)[520]
- Wolfner (újpesti) – (Wolfner Tivadar, bőrgyáros; IV. Károly magyar királytól magyar bárói címet nyert, 1918. szeptember 16.)[55]

## Z, Zs
- Zách – (Zach Antal, a Mária Terézia-rend lovagja, generális főstrázsamester, fivére Zách Ferenc, a szász-gothai herceg alezredese, udvari csillagász; I. Ferenc magyar királytól magyar bárói címet nyert, 1801. február 6.)[521]
- Zay (csömöri) – (Zay Ferenc; I. Ferdinánd magyar királytól magyar bárói címet nyert, 1560. július 1.)[522]
- Zeyk (zeykfalvi) – (Zeyk József; I. Ferenc József magyar királytól magyar bárói címet nyert, 1895. június 25.)[523]
- Zrínyi – (Zrínyi Miklós, dalmát-horvát-szlavón bán, kamarás, királyi tanácsos, főlovászmester; II. Ferdinánd magyar királytól magyar bárói címet nyert, 1628. április 12.)[524]